# Pintura renacentista de España

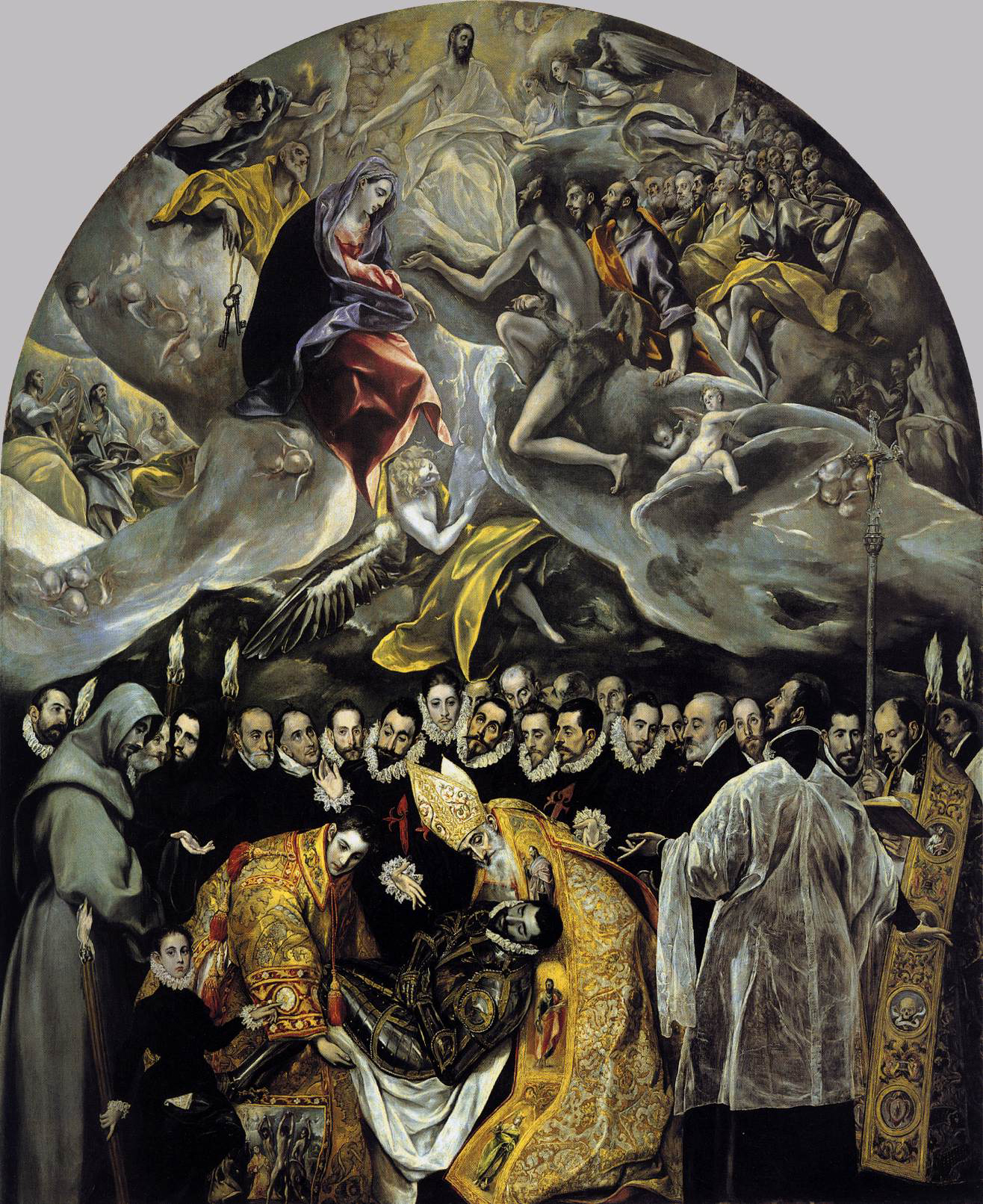
El entierro del Conde de Orgaz (1588), de El Greco (óleo sobre lienzo, 212 x 112 cm, iglesia de Santo Tomé)

La pintura renacentista española es la realizada a lo largo del siglo XVI en las Coronas de Castilla y Aragón. El Renacimiento italiano se difundió por la península ibérica a partir del litoral mediterráneo. Así, se aprecian diferencias entre las regiones a la hora de incorporarse al italianismo: es más rápido en la Corona de Aragón, más vinculada con Italia, y tarda más en llegar al corazón de la Península, donde perviven los modelos flamencos preponderantes en la época de los Reyes Católicos. El rey Carlos I estuvo predispuesto al nuevo arte, llamado la manera antigua puesto que remite a la antigüedad clásica. Su patrocinio directo logró algunas de las más bellas obras del especial y único estilo renacentista español: el mecenazgo sobre Alonso de Covarrubias, sus encargos a Tiziano, que nunca accedió a trasladarse a España. Pintores de gran calidad fueron, lejos del núcleo cortesano, Pedro Berruguete, Juan de Juanes, Paolo de San Leocadio, del que destacamos la delicada Virgen del Caballero de Montesa, Yáñez de la Almedina y Fernando de los Llanos.
Suele diferenciarse en tres momentos, dividiendo el siglo en tres períodos. Es característico del Renacimiento español el predominio prácticamente absoluto de la pintura religiosa, siendo muy ocasionales los temas mitológicos, históricos, alegóricos, o géneros como el bodegón o el paisaje. Sí se producen retratos, especialmente vinculados con la corte. Las obras se realizan normalmente al óleo, con interiores perfectamente sujetos a las reglas de la perspectiva, sin agolpamiento de los personajes y con figuras todas del mismo tamaño y anatómicamente correctas. Los colores y los sombreados se administran en gamas tonales, según las enseñanzas italianas. Para acentuar el estilo italiano es frecuente además añadir elementos directamente copiados de allí, como son los adornos a candelieri (cenefas de vegetales y cupiditos que rodean los marcos), o ruinas romanas en los paisajes, incluso en escenas de la vida de Cristo.
España, en la época del Renacimiento, recibe la visita de algunos grandes artistas. Las posesiones italianas así como las relaciones establecidas por Fernando II de Aragón, entrañaron movimientos de intelectuales y también de artistas a través del crecimiento de la influencia española en Europa, y más particularmente en Italia. Llegan a lo largo de todo el siglo numerosos artistas italianos, pero también flamencos. De todos los pintores que trabajan en España en el siglo XVI, destaca la figura del Greco a finales de siglo. 
En cuanto a los museos en los que hoy en día pueden verse cuadros de esta época y estilo, ante todo debe mencionarse el Museo del Prado, siendo también destacados los fondos del Museo de Bellas Artes de Valencia. Para conocer la obra de El Greco y otros, es fundamental la ciudad de Toledo y su catedral. Finalmente, en la Catedral de Sevilla pueden verse diversas obras de esta época. 

## Períodos

### El primer tercio del siglo

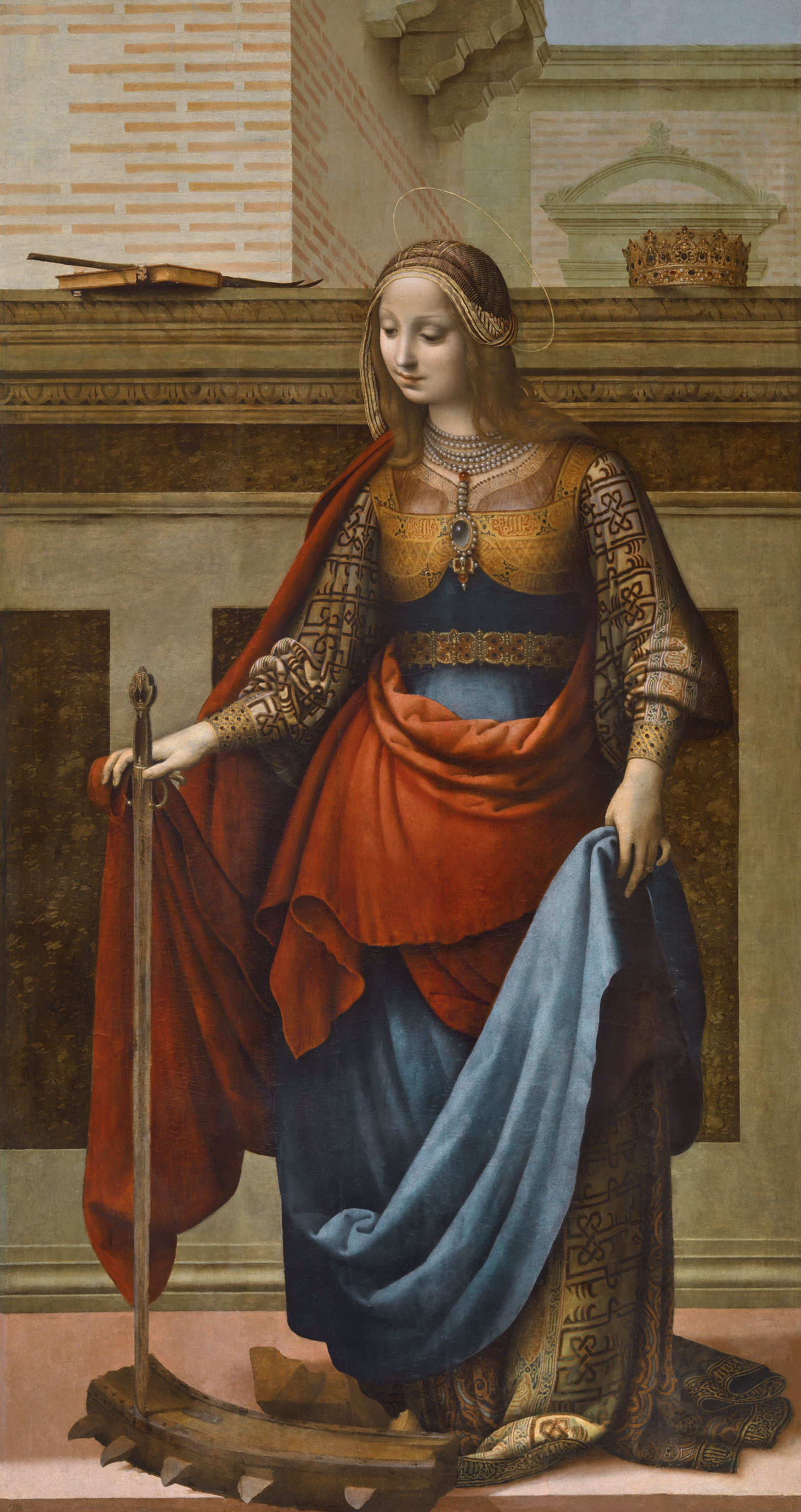
Yáñez de la Almedina: Santa Catalina, 1505-1510, óleo sobre tabla, 212 x 112 cm, Museo del Prado.

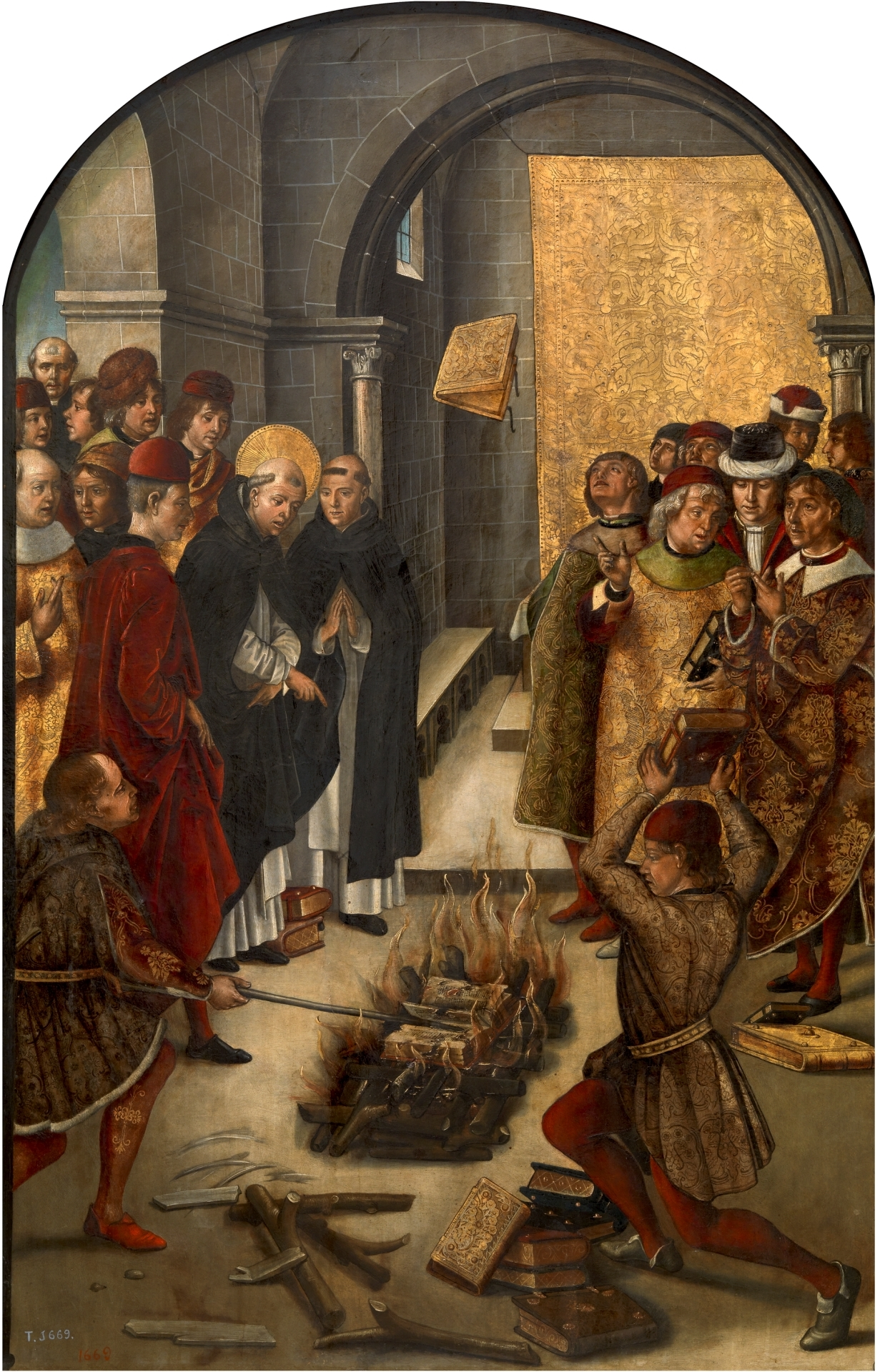
Pedro Berruguete: La prueba del fuego, Museo del Prado.

En esta época siguen presentes elementos flamencos propios del gótico, incorporando poco a poco elementos italianizantes. Es decir, que es más bien una época de transición en que se combina lo flamenco que predominó durante el reinado de los Reyes Católicos con lo italiano. Penetra el Renacimiento en la Península a través de Valencia, siendo sus primeras figuras Rodrigo y Francisco de Osona, padre e hijo, llamados por ello «el Viejo» y «el Joven». Rodrigo, activo entre 1440 y 1518, trabajó a finales del siglo XV y principios del siglo XVI, con un estilo que recuerda más a los italianos del Norte de Italia. Destaca su Calvario en la iglesia de San Nicolás (Valencia) y La Adoración de los Magos (Museo del Prado). Francisco, fallecido antes que el padre, parece haber añadido a su estilo un carácter más moderno, con elementos decorativos como los grutescos, aunque no resulta fácil distinguir las obras de uno y otro. 
En Valencia trabajó igualmente Pablo o Paolo de San Leocadio (entre 1472 y 1514), un italiano que introdujo rasgos del renacimiento de Venecia y Ferrara. Se le atribuyen la Virgen del Caballero de Montesa (en el Museo del Prado) y el San Miguel (1480-1490, en la catedral de Orihuela). 
También en Valencia trabajan dos manchegos que muestran una clara influencia de los cuatrocentistas italianos. Son Fernando Yáñez de la Almedina y Fernando o Hernando de los Llanos. Juntos realizan una obra trascendental dentro de la pintura del Renacimiento español: el retablo de la catedral de Valencia (1507-1510). Yáñez de la Almedina conoció la obra de Leonardo, a quien imita en muchos aspectos, y lo mismo a Bramante, a quien recuerdan fondos arquitectónicos de sus pinturas. Después marchó a trabajar a Cuenca hasta el año 1531. Realizó una conocida Santa Catalina (h. 1510) que se guarda en el Museo del Prado y que es plenamente leonardesca. Llanos, por su parte, marchó a Murcia, donde estuvo trabajando hasta 1520.
Por lo que se refiere a Castilla, continuaron los modelos flamencos durante más tiempo. Los primeros rasgos renacentistas aparecen en la obra de Pedro Berruguete (ca. 1450-1504), que estuvo en Urbino (Italia). En su obra se conservan claros elementos flamencos como los fondos dorados, la atención a los detalles como las lacerías moriscas en los techos y el gusto en representar las texturas; hay incluso ocasionales rasgos medievales, como el diferente tamaño de las personas dependiendo de su jerarquía religiosa, con los santos de mayor tamaño como puede verse en su Auto de Fe presidido por Santo Domingo de Guzmán. Pero es renacentista en la perspectivas, las formas y la luz, o la incorporación de espacios arquitectónicos. Por todo ello, sería una figura intermedia entre el estilo gótico flamenco y el renacimiento. Sus obras más destacadas son retablos, como el de la Virgen de Paredes de Nava, el de Santo Tomás de Ávila y parte del retablo de la catedral de Ávila. Se le ha atribuido aunque no con seguridad, el retablo de Santa María del Campo, con escenas como el «Bautismo de Cristo» y la «Degollacion del Bautista».
En Toledo trabaja Juan de Borgoña (ca. 1468/1470-ca. 1536). Este artista se formó en Italia, conociendo la pintura del Quattrocento, aunque conserva algunos detalles de la pintura gótica estilo flamenco. La composición es clara, enmarca las escenas en paisajes amplios o en arquitecturas clásicas con adornos vegetales y de otro tipo, las figuras idealizadas son claramente italianizantes. Influyó mucho en la posterior pintura de la zona toledana. Realizó numerosos retablos. Además pintó los frescos de la sala Capitular de la catedral de Toledo y los de la llamada Capilla Mozárabe.
Finalmente, en Andalucía destaca la figura de Alejo Fernández (ca. 1475-1545), con una producción de estilos diversos, en unos intensamente flamenco dado el gusto por el detalle que muestra, y en otros italianizantes con perspectivas. Parece que era de origen alemán. De todas sus obras, es muy conocida la Virgen de los Navegantes en el Real Alcázar de Sevilla, donde aparece un retrato de Cristóbal Colón. Creó escuela.

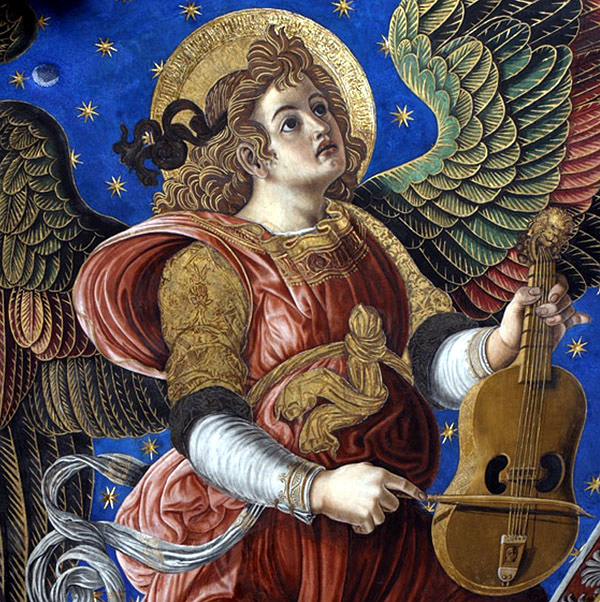
Ángel tocando una vihuela de arco (1474), de Paolo de San Leocadio y Francesco Pagano (Fresco de la bóveda del altar mayor de la catedral de Valencia)
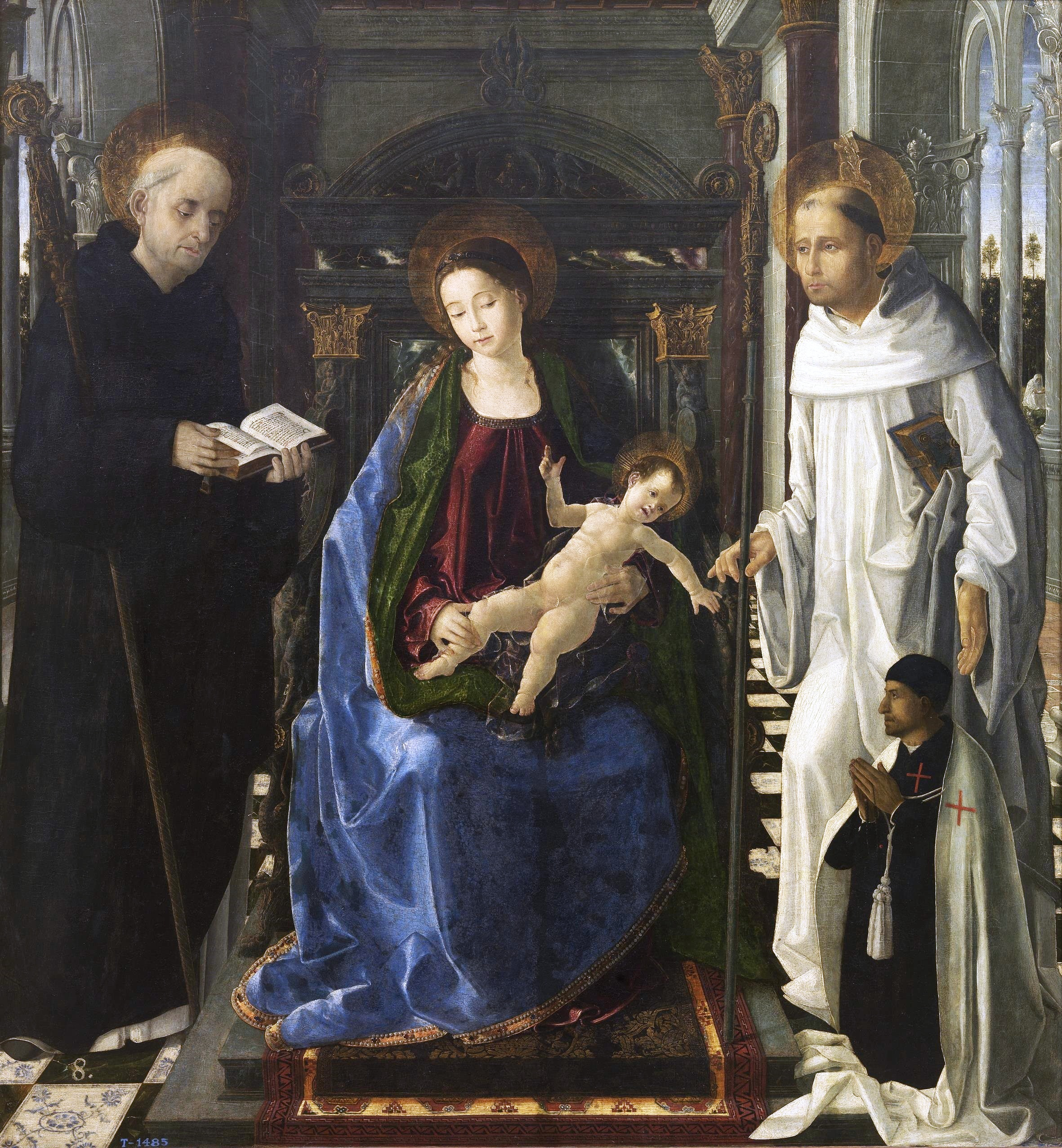
Virgen del caballero de Montesa (ap. 1472/1476), de Paolo de San Leocadio (Museo del Prado)
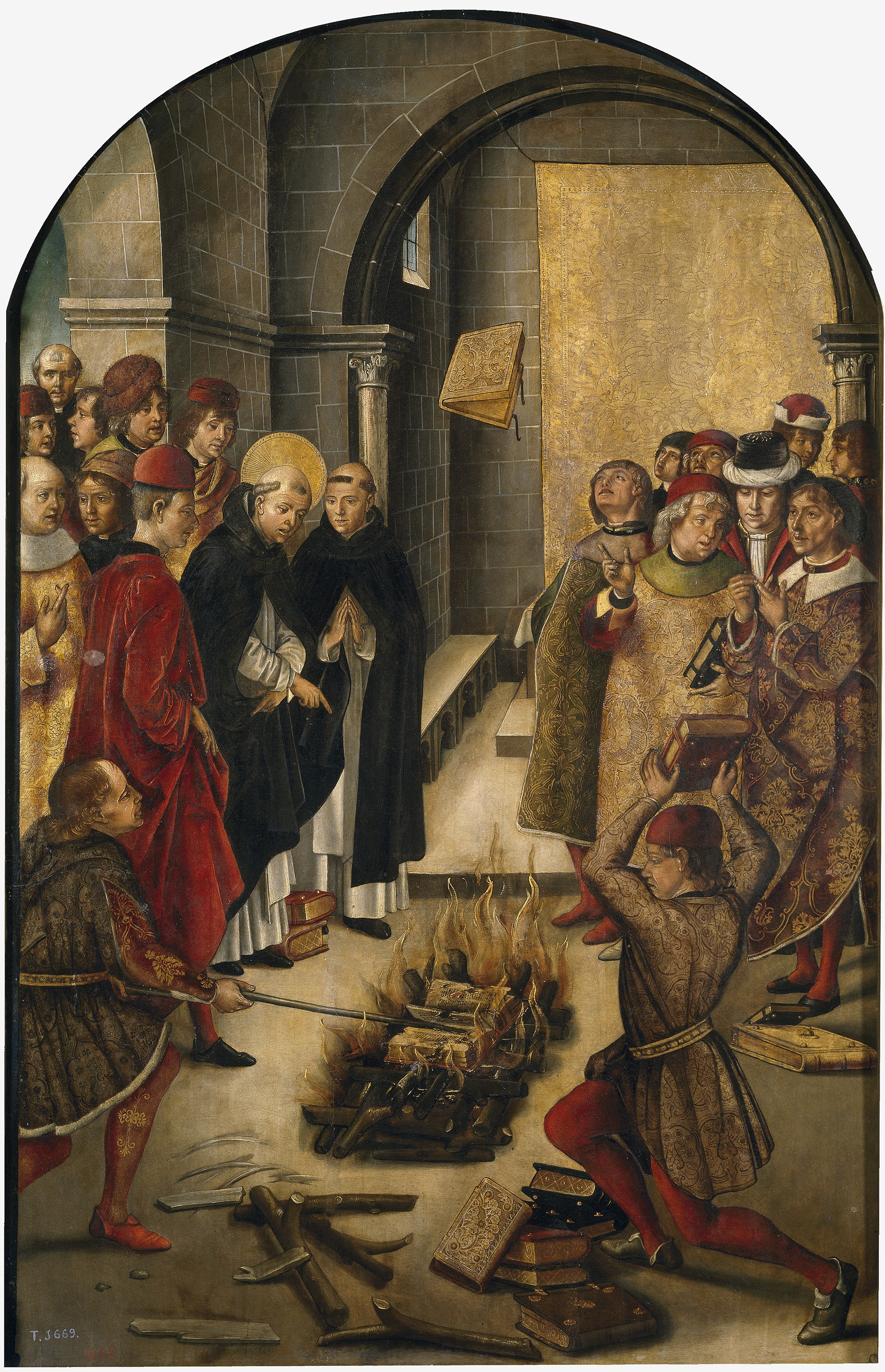
Santo Domingo y los albigenses (1493-1499), de Pedro Berruguete Museo del Prado)
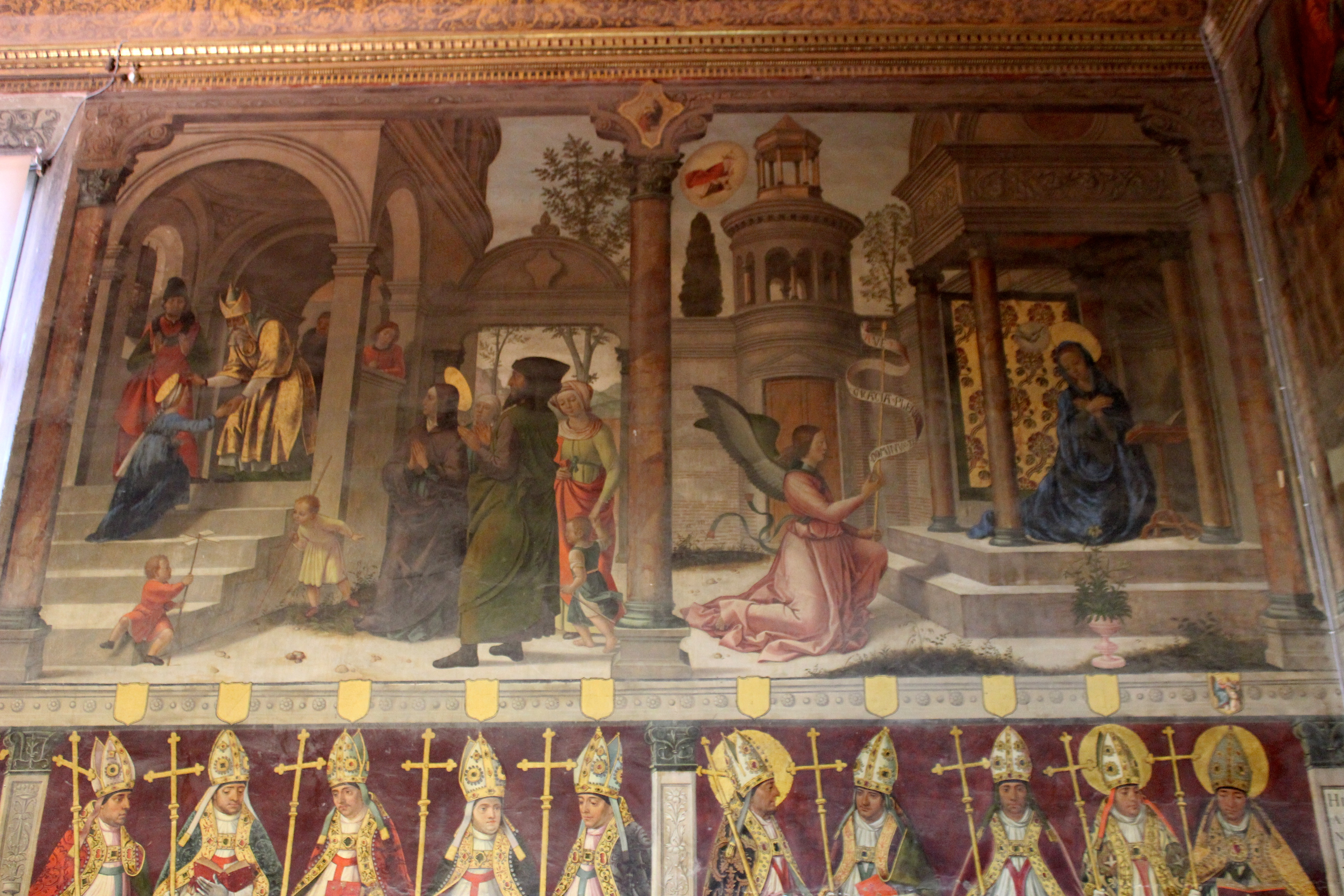
La presentación de la Virgen en el Templo y La Anunciación (1508-1511) de Juan de Borgoña, murales de la sala Capitular de la catedral de Toledo
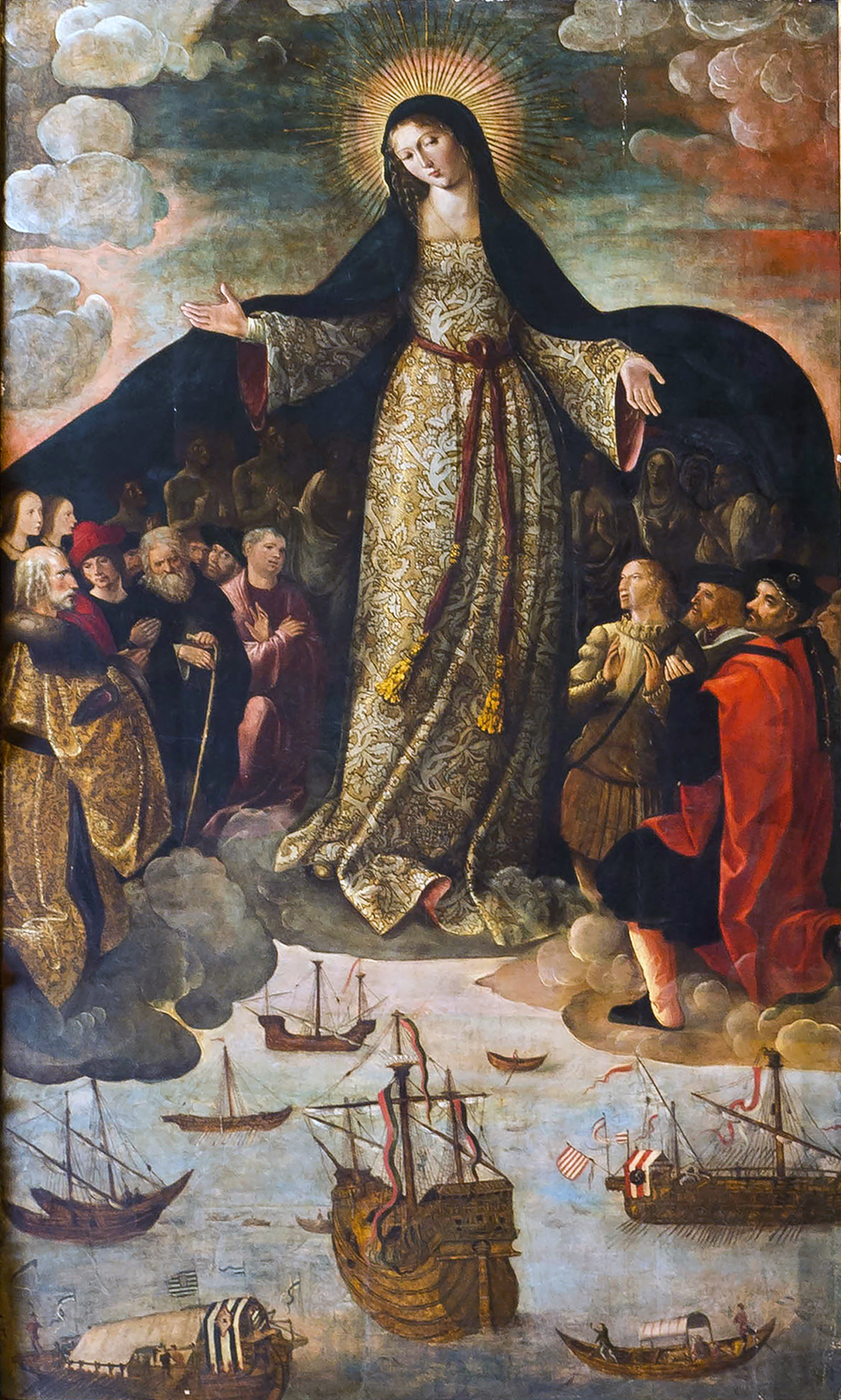
Virgen de los Navegantes (1531-1537) de Alejo Fernández (Real Alcázar de Sevilla)

### El segundo tercio del siglo

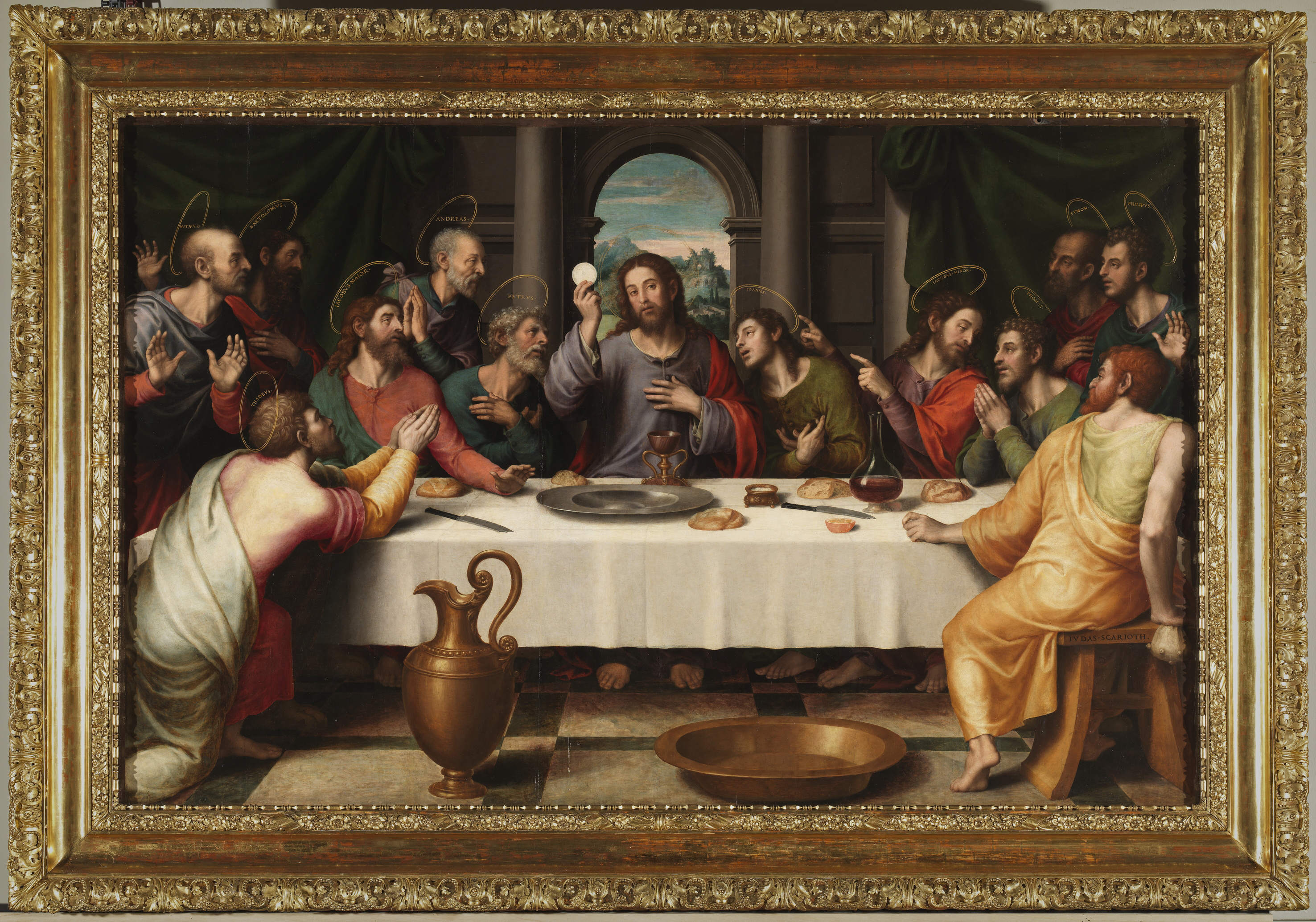
Juan de Juanes: La Última Cena, h. 1562, tabla, 116 × 191 cm, Museo del Prado.

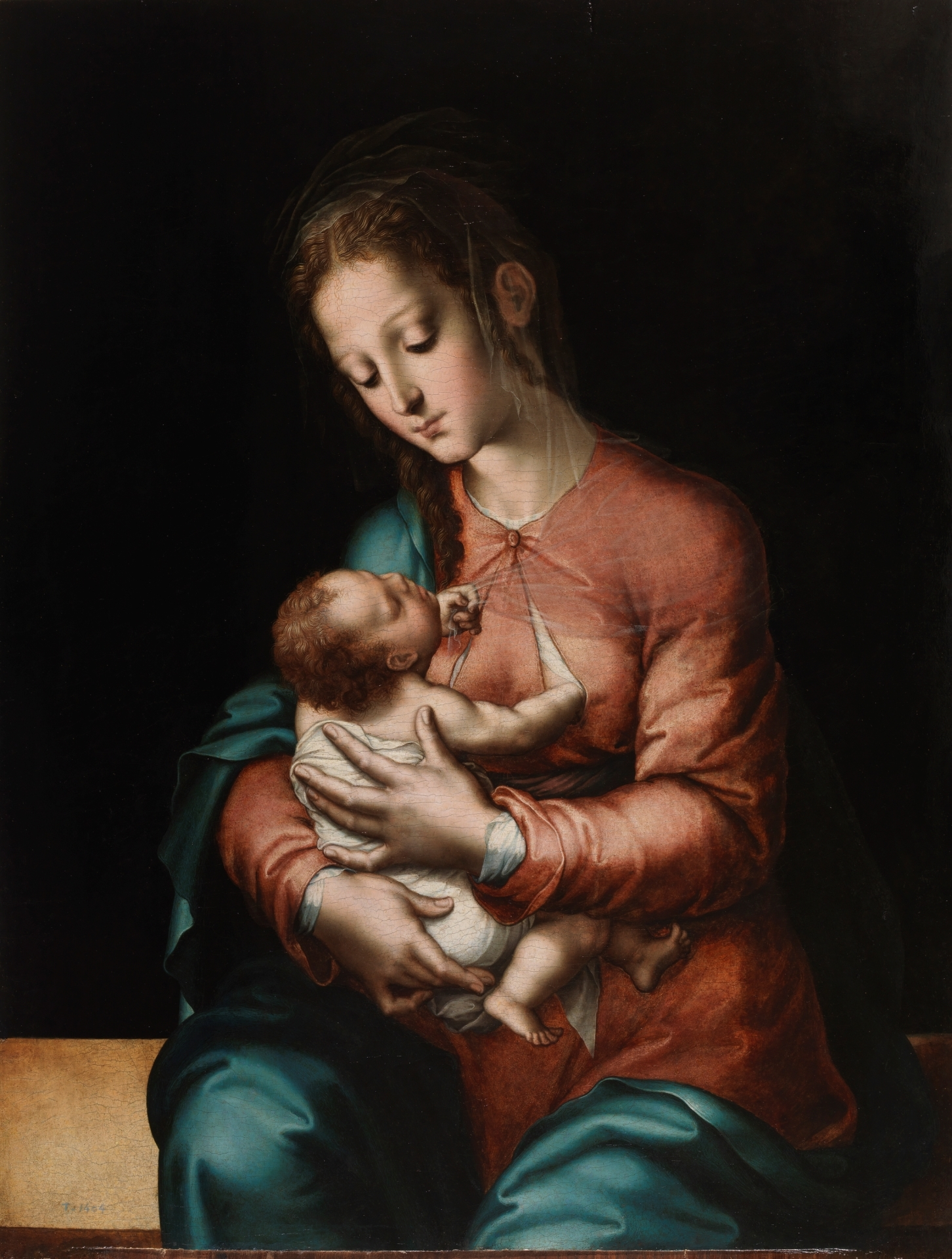
Luis de Morales: Virgen con Niño, h. 1570, óleo sobre tabla,, Museo del Prado.

En esta segunda fase la influencia de Leonardo se ve sustituida por la de Rafael. También se dejan sentir los ecos del primer manierismo, tanto toscano como nórdico.
Nuevamente fue Valencia la puerta de entrada de estas nuevas tendencias, en la figura, en primer lugar, de Vicente Macip (1475-1545), a quien se le nota la influencia italiana (Rafael, Sebastiano del Piombo), recordando algo a Yáñez de la Almedina y Paolo de San Leocadio. De su obra destaca el retablo de la catedral de Segorbe, con escenas de la «Vida de Cristo». Su hijo Juan de Juanes (1523-1579), menos original que su padre pues se limitó a divulgar su estilo, fue sin embargo mucho más popular, y creó numerosas estampas religiosas, sentimentales y de cierta blandura. De sus obras es muy conocida La Última Cena, hoy en el Museo del Prado. Otras obras son: Sagradas Familias, Salvador eucarístico, Vírgenes con el Niño, varias obras representando la Inmaculada Concepción, o la tablas de San Esteban (también en el Prado), Asunción de Nuestra Señora, Bodas místicas del Venerable Agnesio.
Pero el centro más destacado de producción artística es Sevilla, ciudad que cobró gran auge económico gracias al comercio con las Indias. La ciudad llegó a ser un centro multicultural lo que ayudaría al florecimiento de las artes. En este centro al que afluían artistas de otros países llegó Pedro de Campaña (1503-hacia 1580), llamado en realidad Peter Kempeneer, nacido en Bruselas. A partir de 1529 se le localiza en Italia. Estuvo en Sevilla desde el año 1537 hasta 1563. De la obra realizada en Sevilla destaca el Descendimiento de la Cruz, en la catedral de Sevilla, y el retablo mayor de la iglesia de Santa Ana del barrio de Triana. Se conserva un autorretrato en el Museo del Prado.
La figura española más destacada de esta época es el extremeño Luis de Morales (1509-1586), uno de los jefes de fila del estilo manierista español. Conserva, dentro de una obra que recuerda al arte medieval, un estilo español característico. El arte español, y notablemente el de Morales, contiene importantes elementos místicos y religiosos debidos a la Contrarreforma y al mecenazgo de una monarquía y de una aristocracia españolas fuertemente marcadas por el catolicismo. Se formó en Sevilla con Pedro de Campaña, luego pasa por un período de formación portuguesa y otro italiano. Como resultado de ello, realiza una obra que evidencia influencia leonardesca en el esfumado, también tiene rasgos manieristas como el alargamiento de las figuras y los colores fríos, pero igualmente anticipa el tenebrismo ya que suele iluminar a sus figuras sobre un fondo oscuro. En este último punto es antecesor de la pintura del Siglo de Oro español. Desarrolló su actividad sobre todo en Extremadura, pero sus obras llegaron a todos los rincones de la Península. Trató sobre todo temas religiosos. Tuvo gran fama en vida, adquiriendo el mote de «Divino Morales». Se considera que su obra maestra es la Virgen con Niño (h. 1570) llamada «Virgen de la Leche». Otras de estas obras de devoción de Morales son Cristo entre dos sayones, Ecce Homo (Academia de San Fernando), Magdalenas, Virgen de la Piedad, Vírgenes con Niño, etc.

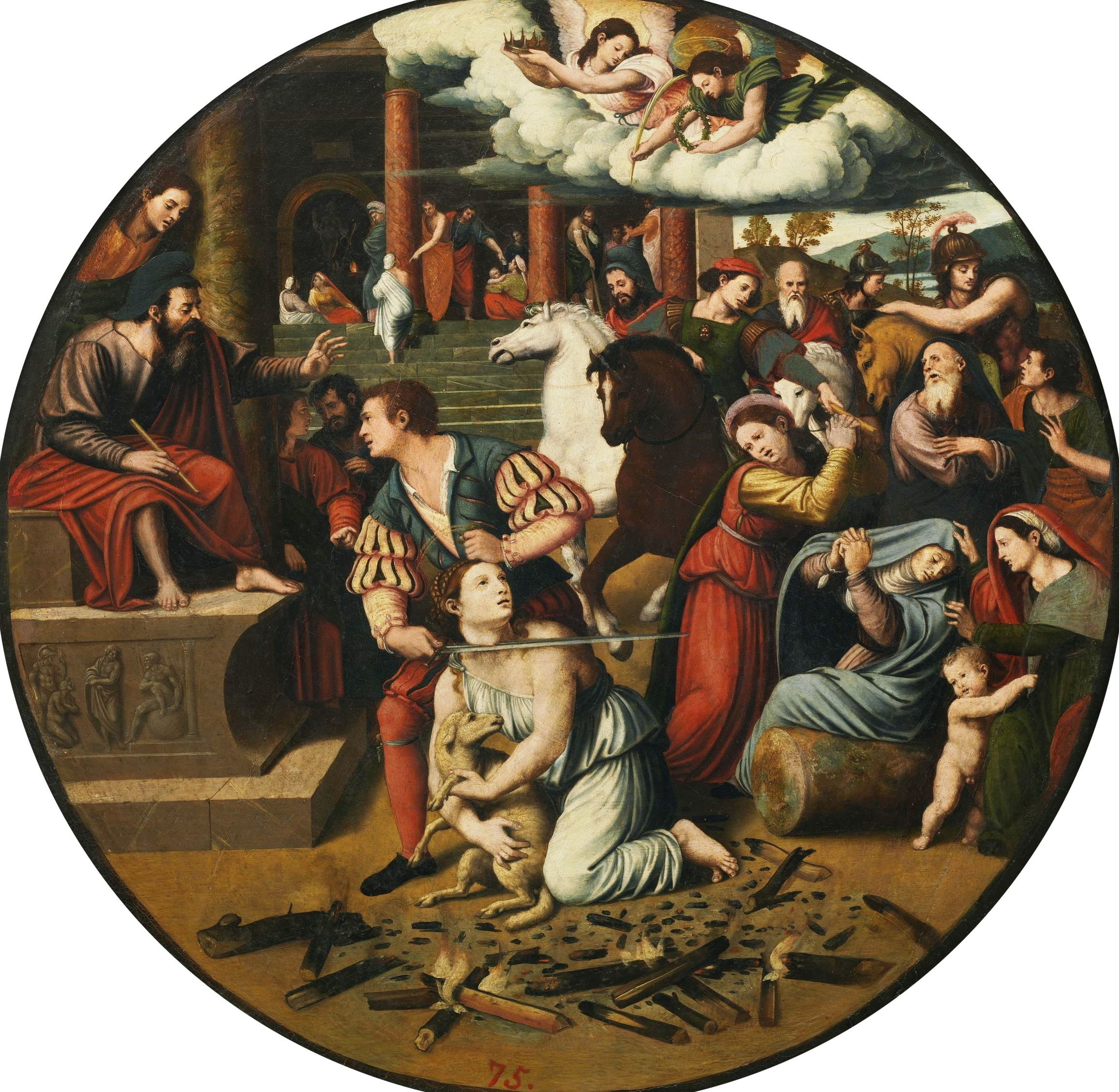
Martirio de Santa Inés (ca. 1540), de Vicente Macip (Museo del Prado)
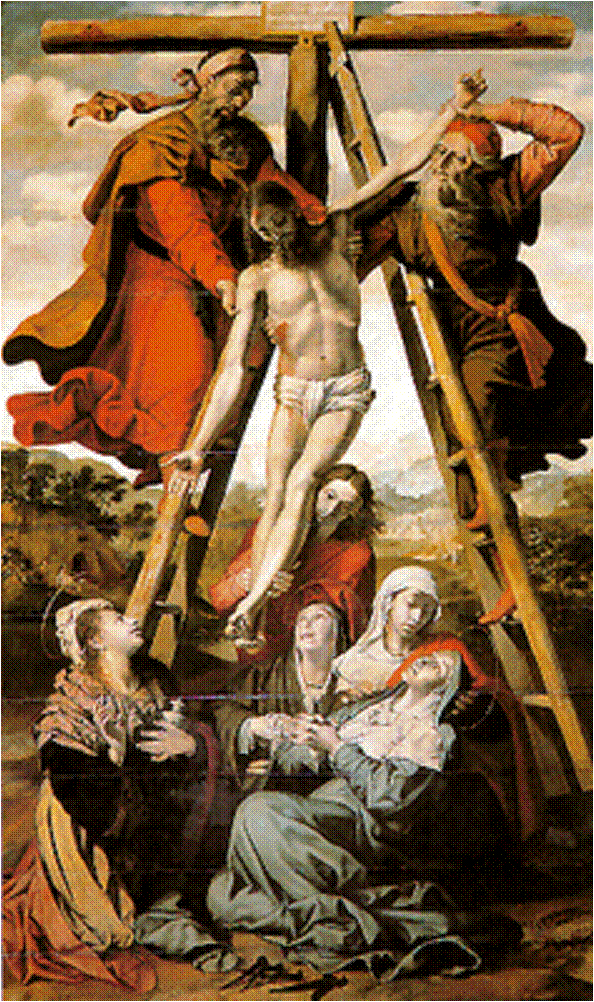
El Descendimiento (1547), de Pedro de Campaña (sacristía mayor de la catedral de Sevilla)
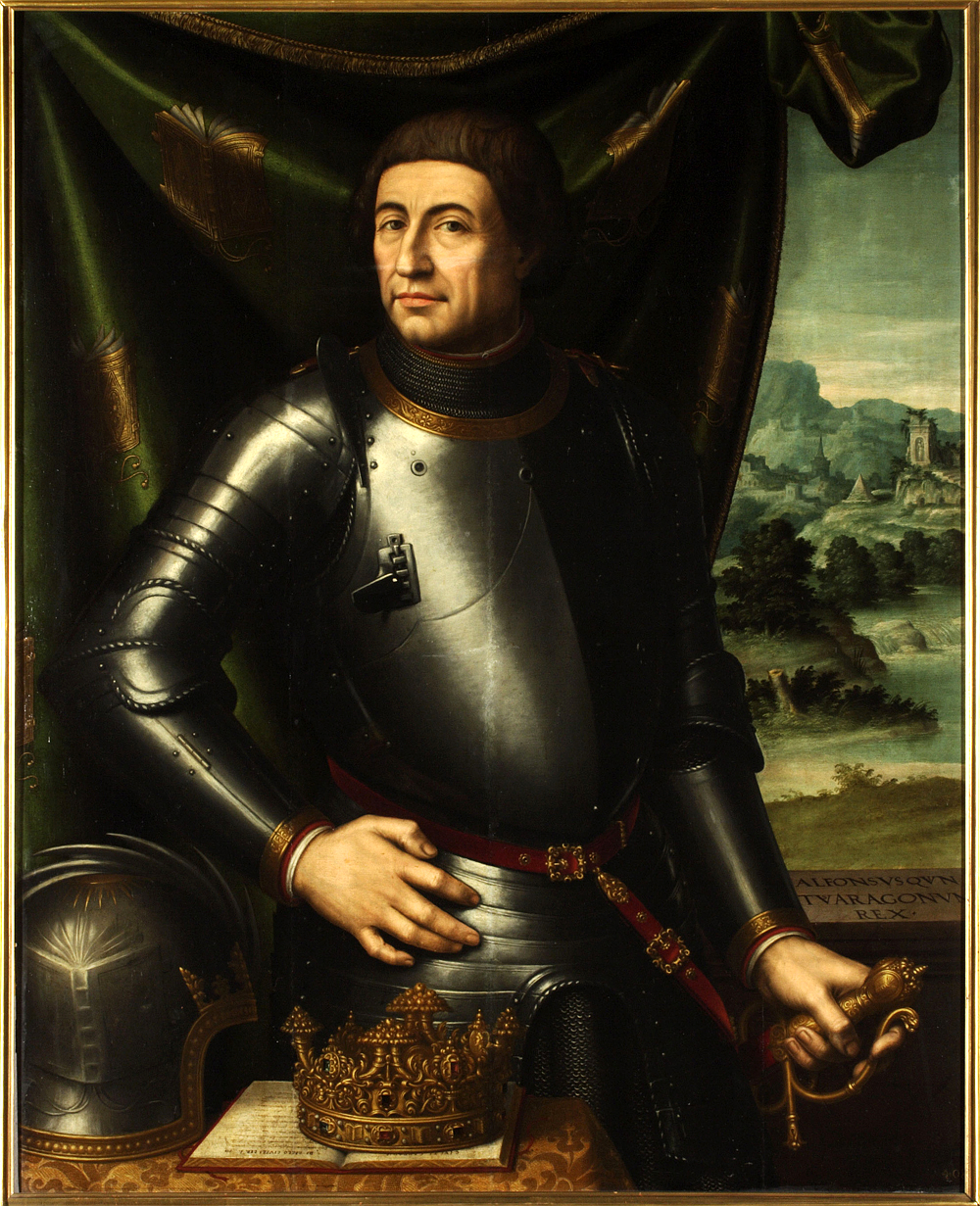
Retrato de Alfonso V de Aragón (1557) de Juan de Juanes (Museo de Zaragoza)

### El último tercio del siglo

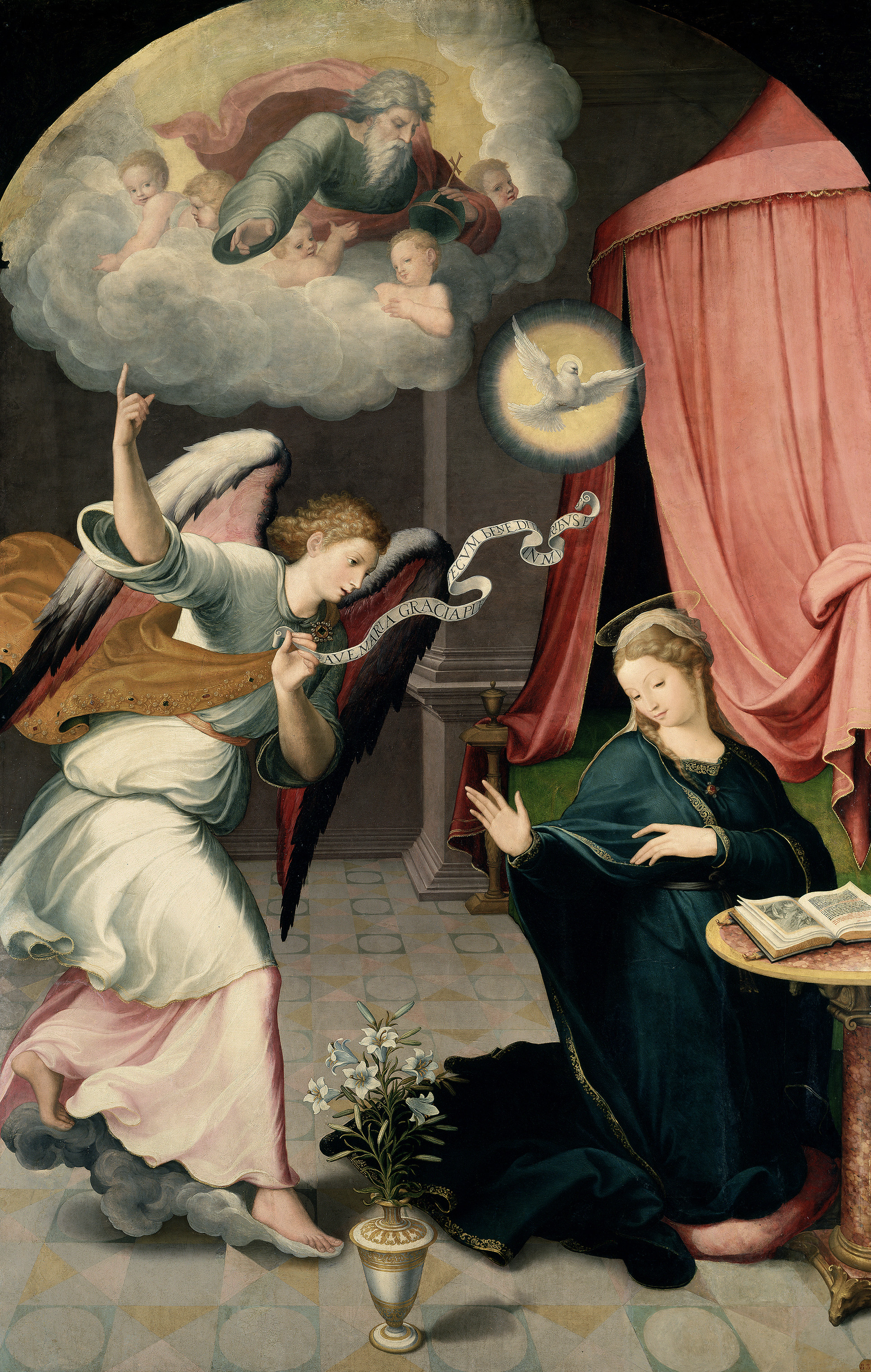
Juan Correa de Vivar: Anunciación, 1559, óleo sobre tabla,. Museo del Prado.

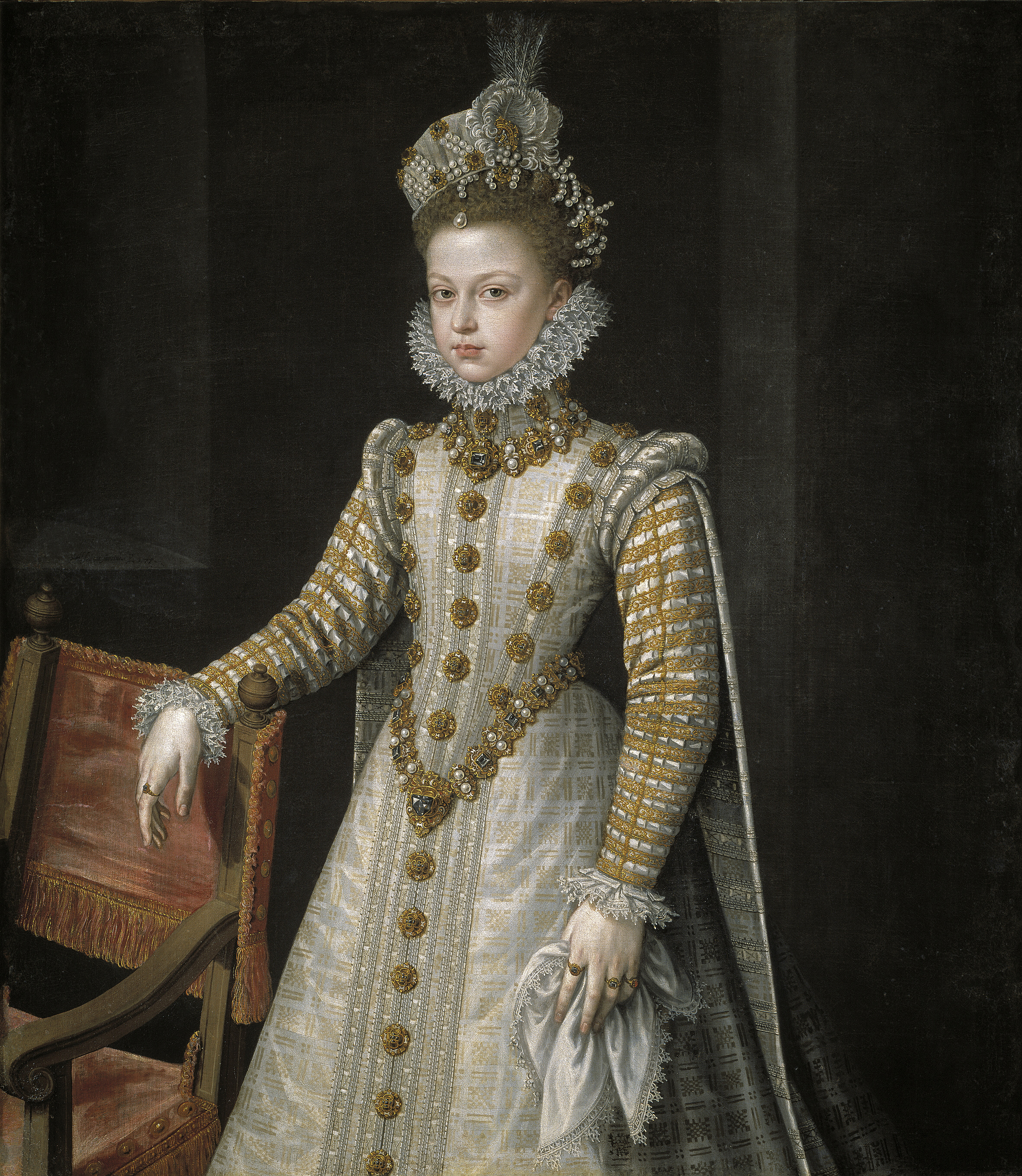
Alonso Sánchez Coello: Retrato de la Infanta Isabel Clara Eugenia, niña (ca. 1570, lienzo,), Museo del Prado.

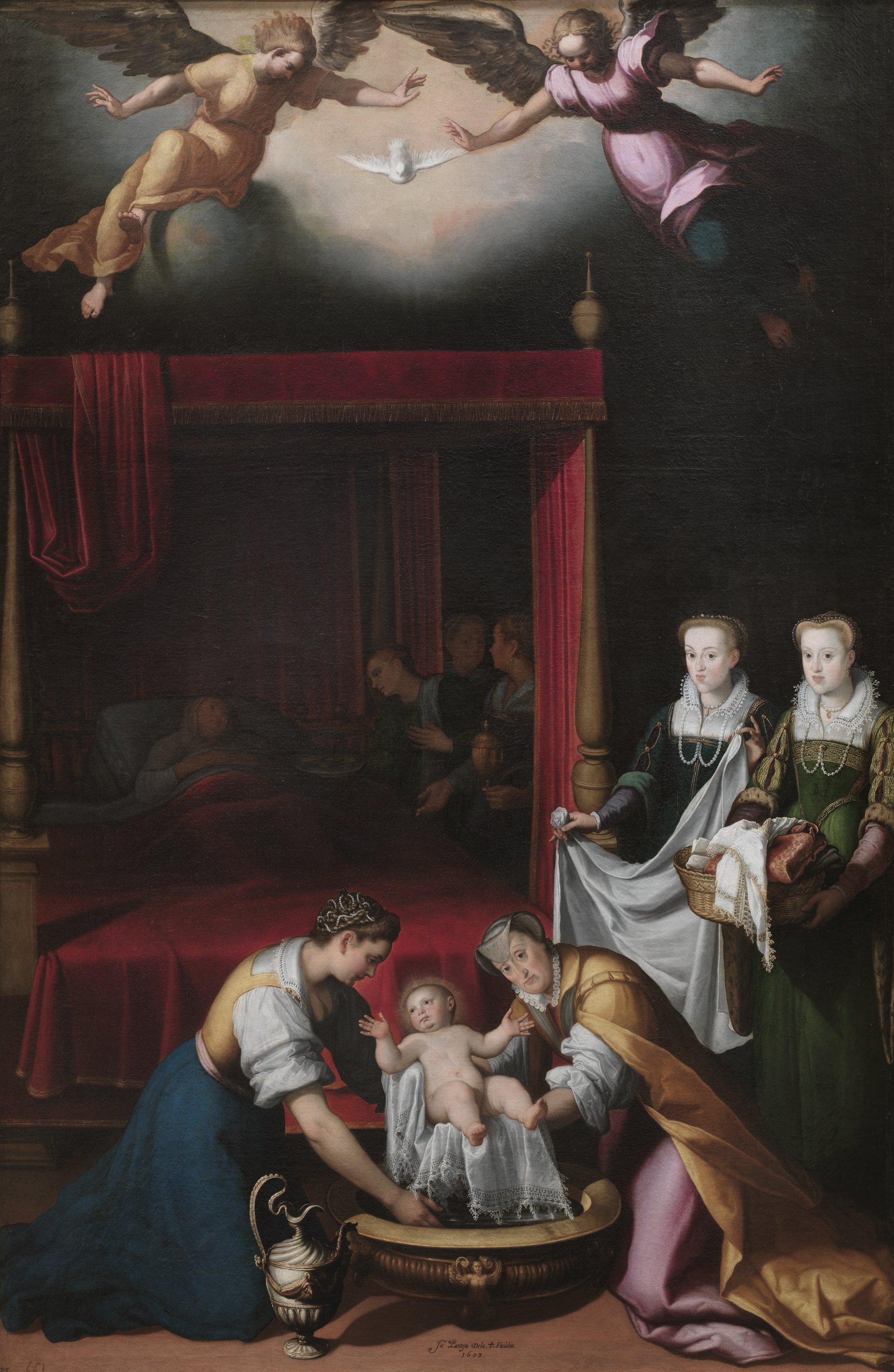
Nacimiento de la Virgen (1603) de Juan Pantoja de la Cruz (Museo del Prado). Conjugando pintura religiosa y retrato a lo divino, Pantoja retrató a María Ana de Baviera, suegra de Felipe III, en la dama que sostiene a la Virgen niña, asistida por dos de sus hijas, siendo los únicos personajes que miran al espectador para destacar convencionalmente su carácter de retratos.

En esta parte final del siglo se nota la influencia de la obra de Miguel Ángel y también de la pintura veneciana. El retrato sigue sintiendo la influencia de la pintura flamenca, con su precisión por el detalle, uniéndolo un gusto veneciano por la riqueza cromática de las telas y también a ciertos detalles manieristas como el distanciamiento y la frialdad de los modelos, que miran desde la distancia como en los retratos de Bronzino. Entre los retratistas de la corte madrileña destacan Alonso Sánchez Coello (c. 1531-1588) y Juan Pantoja de la Cruz (1553-1608). Sus obras alcanzan gran calidad, aunando la influencia de Tiziano y Antonio Moro. Sánchez Coello, discípulo de Moro, es un ejemplo de esa atención por el detalle en el traje y las joyas, la precisión a la hora de reflejar los rasgos del modelo, cuya psicología se intenta representar mediante un frío distanciamiento. Retrató a Felipe II y a su familia (esposas, hijos), así como a varios nobles de la corte. Menos interesantes son sus pinturas religiosas. Su discípulo Pantoja de la Cruz también cultivó el retrato y pinturas religiosas. Su técnica es más dura, anticipando ya el tenebrismo. Destacan en sus retratos las enormes gorgueras que eran moda en el reinado de Felipe III y cuya representación minuciosa permitía demostrar el virtuosismo del pintor.
Es el momento ya de la Contrarreforma, por lo que el tema religioso es ya absolutamente predominante. Ejemplo de influencia miguelangelesca de figuras musculosas es Gaspar Becerra (1520-1570). A él se atribuye la introducción de la pintura al fresco en España, ya que hasta entonces era realizada por extranjeros. De Gaspar Becerra es uno de los pocos ejemplos de temática mitológica: la historia de Perseo pintada al fresco en una de las torres del palacio del Pardo.
Ejemplo de influencia veneciana es la obra de Juan Fernández de Navarrete, llamado «El Mudo» (1526-1579). Es un artista que avanza en el camino del realismo. Su técnica es suelta. Gusta jugar con las diferentes intensidades de la luz, lo que recuerda a Tintoretto. Destacó por su labor al servicio de Felipe II, que le encargó varias series de lienzos a partir de 1568 para decorar los muros de la basílica de San Lorenzo de El Escorial: Adoración de los Pastores, Degollación de Santiago. Para la decoración del monasterio de El Escorial Felipe II solicitó pinturas a Tiziano que envió el Martirio de san Lorenzo destinado al retablo mayor, pero sobre todo buscó atraer pintores capaces de trabajar al fresco en las decoraciones murales. Con este objeto llegó a España precedido de gran fama Federico Zuccaro, quien no convenció al rey y no tardó en ser sustituido por el genovés Luca Cambiaso (1527-1585) y el boloñés Pellegrino Tibaldi (1527-1596). Cambiaso destaca por sus composiciones, muy sobrias y ciertas experiencias que se adelantan al tenebrismo. De Tibaldi destaca la pintura al fresco de la bóveda de la Biblioteca, con temática alegórica. Con ellos llegaron o colaboraron otros pintores italianos que se iban a quedar en España como Bartolomé Carducho, Patricio Cajés, Rómulo Cincinato o Antonio Ricci, responsables de la conformación de un estilo naturalista, anticipo del barroco, que bien puede definirse como escurialense, al que se adscriben pintores que, habiendo nacido en España, colaboraron en mayor o menor medida con los anteriores, como los toledanos Luis de Carvajal y Blas de Prado, el madrileño Diego de Urbina o el catalán Francisco Ribalta. 
Entre los pintores extranjeros atraídos por los posibles encargos de El Escorial se encuentra el Greco (1541-1614), quien desempeñó el papel más importante dentro de la importación del Renacimiento italiano a España. Como indica su nombre, El Greco no era español de origen, sino que nació en Creta, entonces posesión de la República de Venecia, con el nombre de Doménikos Theotokópoulos. Su formación fue compleja: primero, se formó como pintor de iconos en su Creta natal, luego acudió a Venecia que era la metrópoli pues en aquella época Creta dependía de Venecia, y allí a partir de 1560 conoció la obra de Tiziano y Tintoretto, posteriormente pasó por Roma. De esta época son La expulsión de los mercaderes del templo, el Retrato de Giulio Clovio, la Anunciación y las primeras versiones de El Expolio de Cristo. En Roma, conoció la obra de Miguel Ángel. Según la leyenda , cayó en desgracia después de haber afirmado que si destruyeran una de las pinturas murales de Miguel Ángel, sería capaz de rehacerla aún más bella. Hay que tener en cuenta además que había numerosos pintores en la Roma de la época, y El Greco tenía que buscar un lugar donde lograr encargos. Por ello, conocido que Felipe II estaba buscando pintores para El Escorial, partió hacia España, esperando lograr allí encargos en el gran proyecto arquitectónico del rey. No obstante, su Martirio de San Mauricio y la legión tebana (1580) no complació al rey y acabó encontrando su lugar en Toledo, donde se le encuentra a partir del año 1579. Al principio, sigue haciendo cuadros que recuerdan mucho a Italia: Retablo mayor de Santo Domingo el Antiguo (1577-79), otra versión de El Expolio de Cristo (1577-79) esta vez para la Catedral de Toledo, La Adoración del nombre de Dios. 
Progresivamente su estilo manierista se va exagerando, las figuras se alargan desmesuradamente formas huesudas, los colores son fríos (verde, gris, azul), y hay un ambiente de intenso fervor religioso. Desempeñó un gran papel en la elaboración de un estilo lleno de emoción, con los dedos alargados de los personajes que representa y colores vivos. Son obras destacadas de la plena madurez del Greco son La Trinidad (1577-80) y, sobre todo, El entierro del conde de Orgaz (1588), obra singular en la que se representan el plano celeste y el plano terreno intercomunicados.
En los últimos años ejecuta numerosos encargos religiosos, tanto de gran tamaño (Bautismo de Cristo de 1596-1600, Pentecostés, Anunciación, El calvario de 1590, Adoración de los Pastores 1612-14, pinturas de Illescas, 1603) como pequeños (Apóstoles, Santos especialmente San Francisco, Verónicas, Magdalenas). Pero también trató ocasionalmente temas no religiosos, como el retrato de influencia veneciana (Inquisidor Niño de Guevara, Cardenal Tavera, El médico toledano Doctor Lafuente, Paravicino, El caballero de la mano en el pecho 1577-84) y una obra mitológica: Laocoonte y sus hijos (1604-1614). Incluso trató el paisaje: sus representaciones de la ciudad de Toledo se convirtieron en modelos para la nueva tradición europea de la pintura de paisaje desarrollada luego por los maestros holandeses.

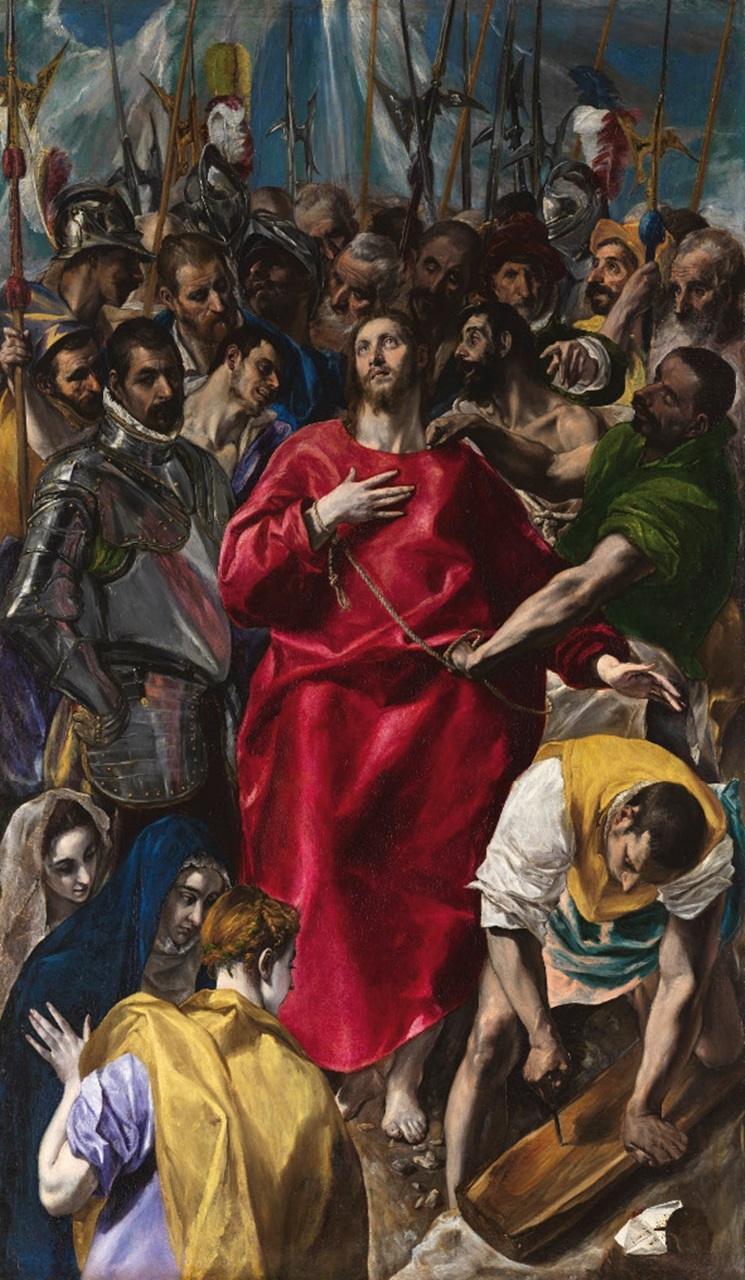
El Expolio de Cristo (1577-1579) de El Greco (sacristía de la catedral de Toledo)
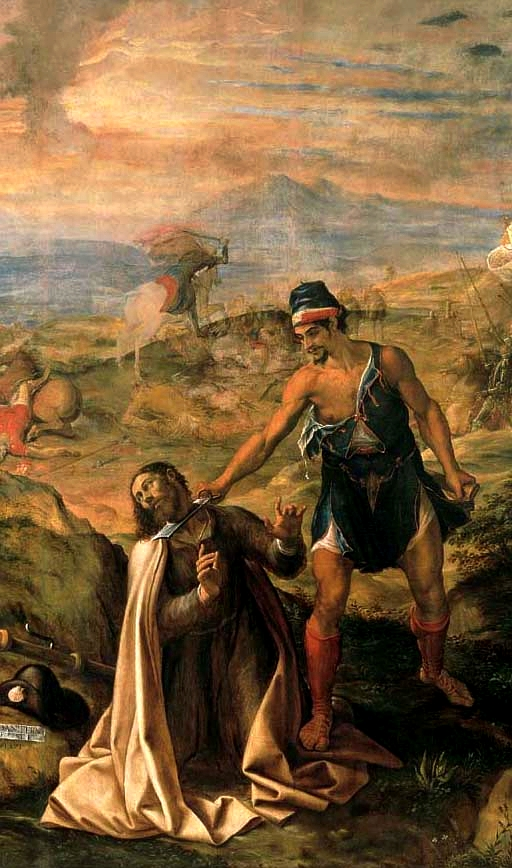
Degollación de Santiago (1571) de Navarrete el Mudo (monasterio de El Escorial)
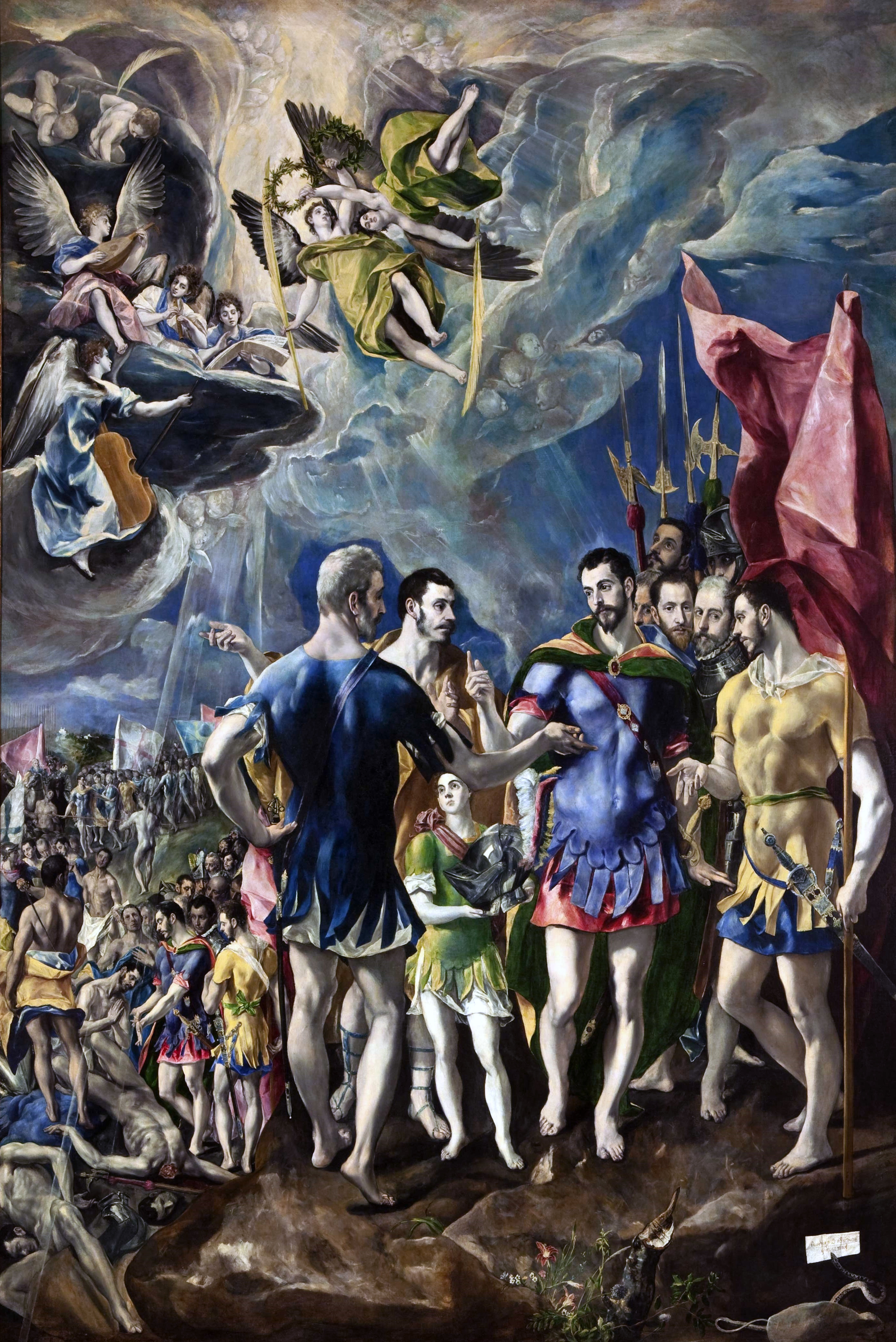
Martirio de San Mauricio y la legión Tebana (1580-1582) de El Greco, óleo sobre lienzo (monasterio de El Escorial)
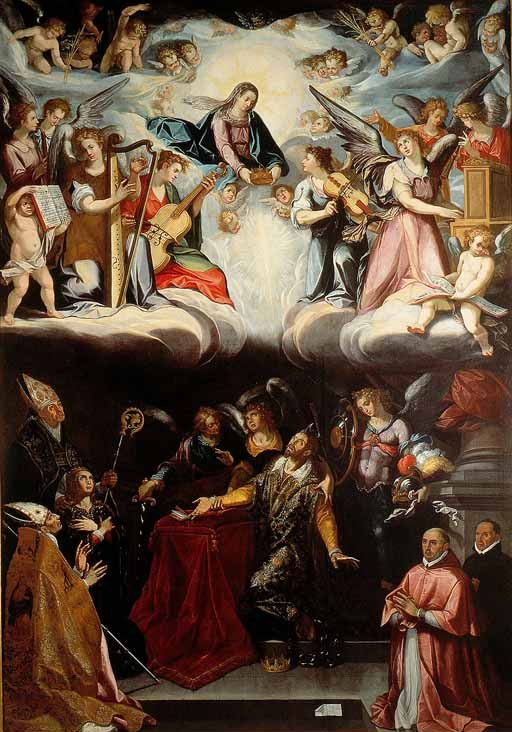
La muerte de San Hermenegildo (1602) de Alonso Vázquez (Museo de Bellas Artes de Sevilla)

## Artistas
- Jaime Huguet (1412-1493), pintor gótico de influencia italiana prerrenacentista
- Rodrigo de Osona, activo entre 1440 y 1518
- Pedro Berruguete (1450-1503)
- Ayne Bru, en Cataluña documentado 1502 y 1507
- Francisco de Osona, activo entre 1465 y 1514
- Juan de Flandes (1465?-1519), gótico flamenco con algún detalle renacentista
- Paolo de San Leocadio (1447-1520)
- Fernando Yáñez de la Almedina (1475?-1536), de Almedina, provincia de Ciudad Real, trabajó en Italia, Valencia y Cuenca
- Hernando de los Llanos, activo entre 1506 y 1525
- Miguel Esteve, colaborador o seguidor de los Hernandos en Valencia
- Maestro de Ororbia, activo hacia 1530.
- Pedro de Aponte (m. 1530), en Aragón
- Juan de Borgoña (1468-1536).
- Lorenzo de Ávlla (1473-1570).
- Maestro de Becerril, activo en los años 1530, pintor castellano con influencias flamencas e italianas
- Maestro de San Félix, en Cataluña
- Pedro Matas, en Cataluña
- Alejo Fernández (1475?–1545)
- Vicente Macip (1475-1545)
- Alejandro Mayner (m. 1545), milanés que pintó al fresco en el palacio imperial de Granada
- Pedro Machuca (1485-1550), en Granada
- Julio de Aquiles (m. 1556), italiano que trabajó en el palacio imperial de Granada
- Hernando de Esturmio (1515?-1556), flamenco que trabaja en Sevilla de 1539 a 1557
- Alonso Berruguete (1490?-1561), en Valladolid y Toledo
- Francisco de Comontes (m. 1564), en Toledo
- Juan Correa de Vivar (1510?-1566), en Toledo
- Luis de Vargas (1505?-1567), en Sevilla
- Gaspar Becerra (1520-1570)
- Tomás Peligret o Pelegret, italiano activo 1530-1570, manierista que trabaja en la catedral de Roda
- Antonio Moro (1520?-1576?), retratista flamenco
- Pablo Schepers (m. h. 1576), flamenco, trabajó para el duque de Villahermosa en Zaragoza desde 1559, realizando cuadros de tema mitológico
- Pedro Morone (m. después de 1576), italiano, trabajó en Barcelona desde 1548 y activo en Soria, Navarra y Aragón
- Juan de Juanes (1523-1579)
- Vicente Requena el Viejo, colaboró con Juan de Juanes en las tablas de San Esteban
- Juan Fernández de Navarrete el Mudo (1526-1579)
- Pedro de Campaña (1503-1580?)
- Luca Cambiaso (1527-1585), genovés
- Luis de Morales (1509-1586)
- Alonso Sánchez Coello (1531-1588)
- Jerónimo Cósida (antes de 1510-1592?), pintor activo en la provincia de Zaragoza, encabeza la nueva escuela aragonesa de mediados de siglo
- Roland de Mois (m. a. de 1593), flamenco que trabaja en Aragón y Navarra, retratista al servicio del duque de Villahermosa
- Diego de Urbina (1523-1593)
- Pedro de Villegas Marmolejo (1519-1596), trabajó en Sevilla
- Pellegrino Tibaldi (1527-1596), boloñés
- Simon Pereyns (1530?-1600?), flamenco que pasó a América
- Juan Bautista y Francisco Peroli (muertos a principios del siglo XVII), hermanos italianos que realizaron pinturas mitológicas e históricas para el Palacio del Marqués de Santa Cruz en Viso del Marqués (Ciudad Real)
- Miguel Joan Porta, nacido en Ager (Lérida), activo en Valencia
- Vicente Requena el Joven (1556-1606?), trabajó en Valencia
- Juan Pantoja de la Cruz (1553-1608)
- Alonso Vázquez (1564-1608), de Sevilla pasó a América
- Vasco Pereira (1535-1609?, portugués que trabaja en Sevilla a partir de 1561
- Federico Zuccaro (1542-1609), pintor florentino
- Nicolás Borrás (1530-1610), fraile del Monasterio de San Jerónimo de Cotalba, discípulo y continuador del estilo de Juan de Juanes. Trabajó en Valencia y en el referido monasterio
- El Greco (1541-1614)
- César Arbasia (m. 1614), ayudó en la decoración del palacio del Viso y pinta frescos en la Catedral de Málaga en 1579-1589
- Luis de Carvajal (1534-1617)
- Juan Sariñena (h. 1545-1619), aragonés que trabaja en Valencia
- Bartolomé González (1564-1627), retratista cortesano
- Mateo Pérez de Alesio (Mateo de Lecce, 1547-1628), italiano que llegó a Sevilla donde pintó un fresco de San Cristóbal para la catedral y después marchó a Perú hacia 1590
- Francisco Pacheco (1564-1654), pintor manierista que trabaja en Sevilla
- Juan Gómez, pintor de cámara de Felipe II, activo en Madrid a partir de 1592, pintó trípticos para El Escorial

## Galería de imágenes

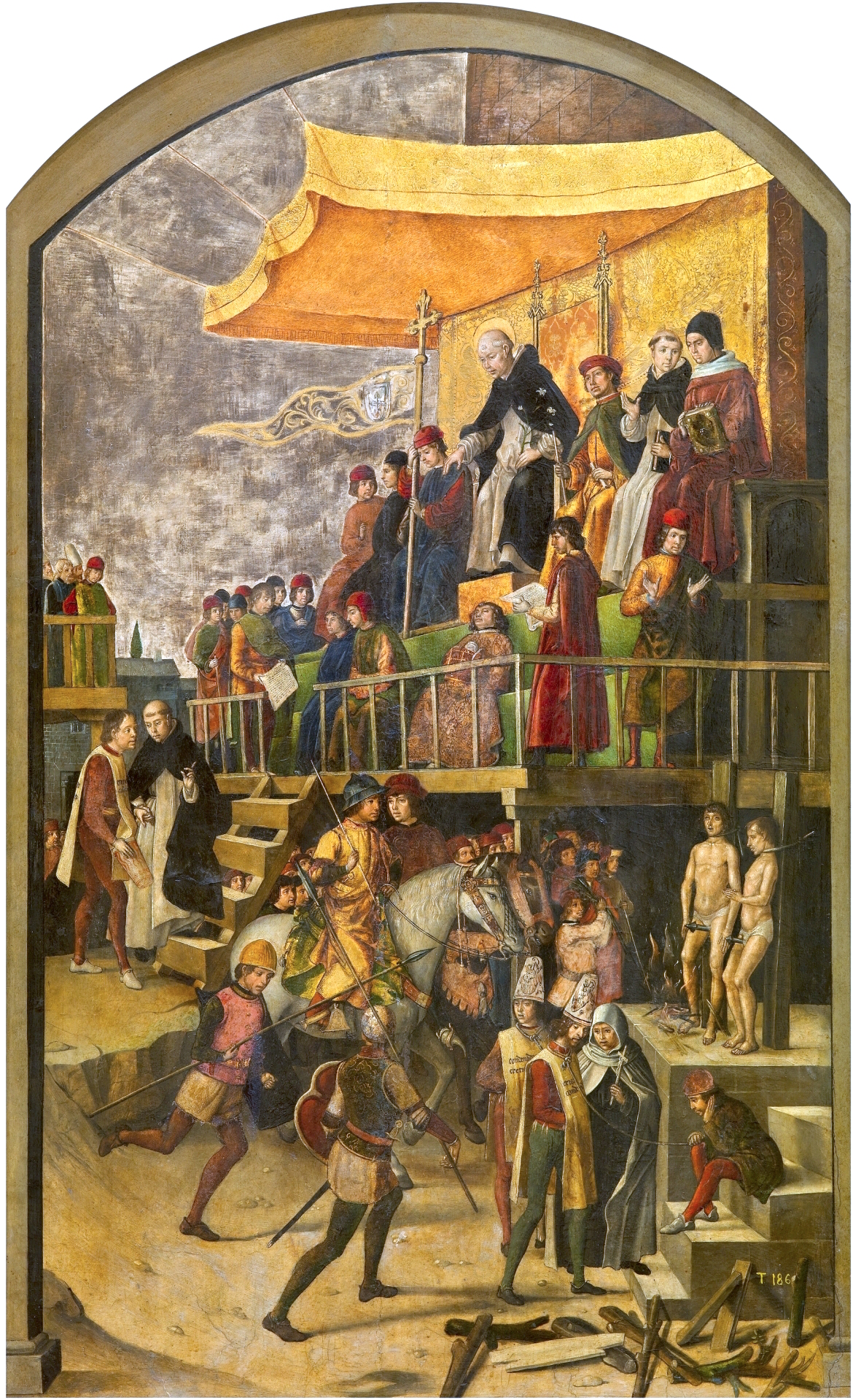
Auto de Fe presidido por Santo Domingo de Guzmán (1495), de Pedro Berruguete Museo del Prado)
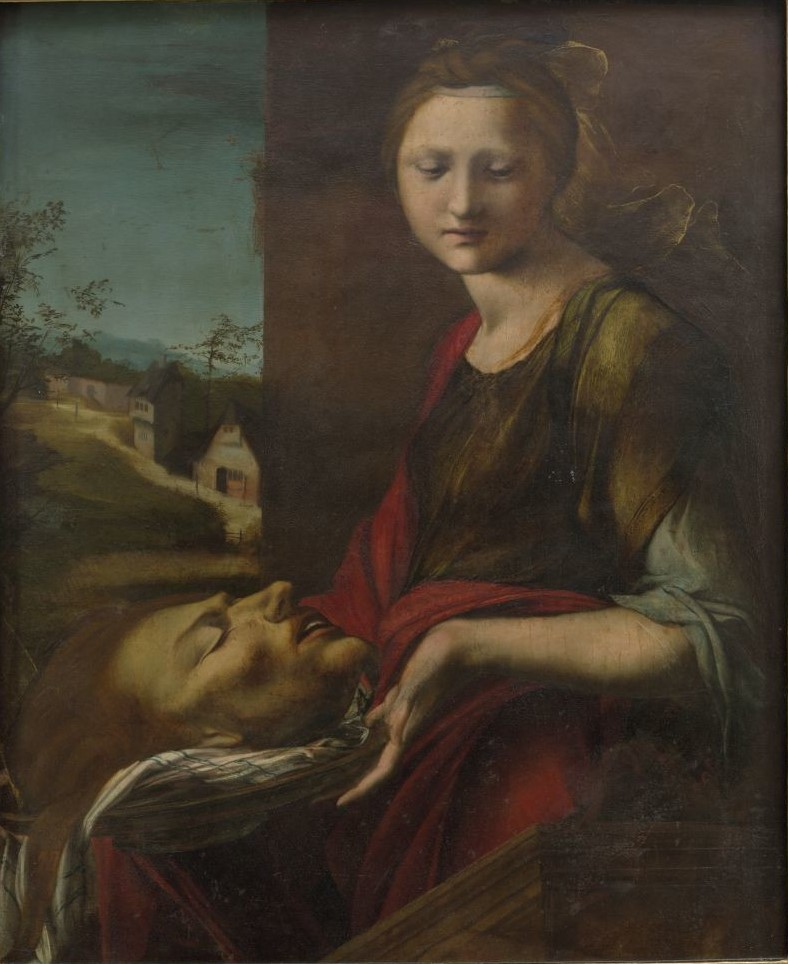
Salomé con la cabeza de San Juan Bautista (c. 1512/1517) de Alonso Berruguete (Galería Uffizi, Florencia)
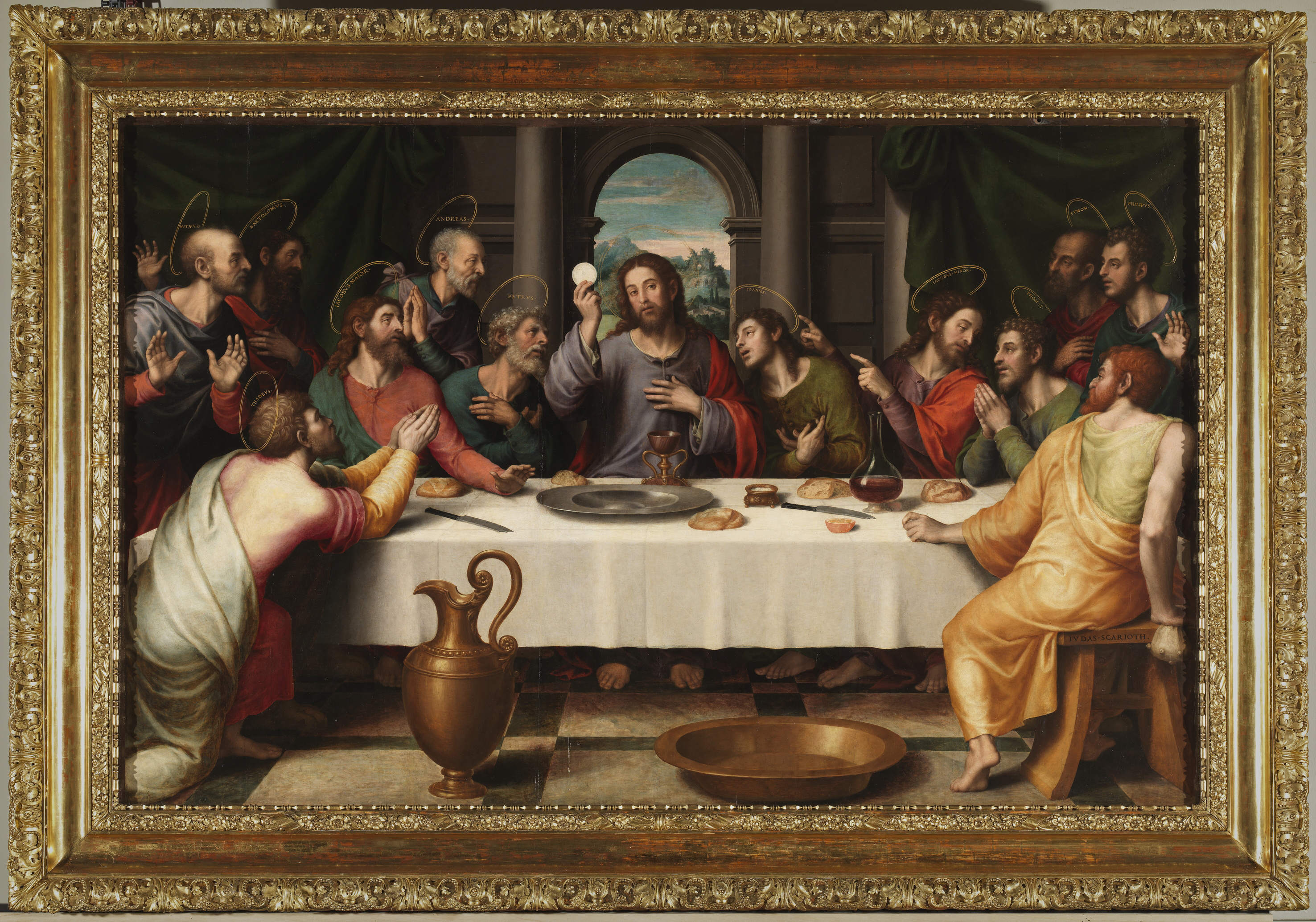
La Santa Cena (ca. 1562), de Juan de Juanes (Museo del Prado)
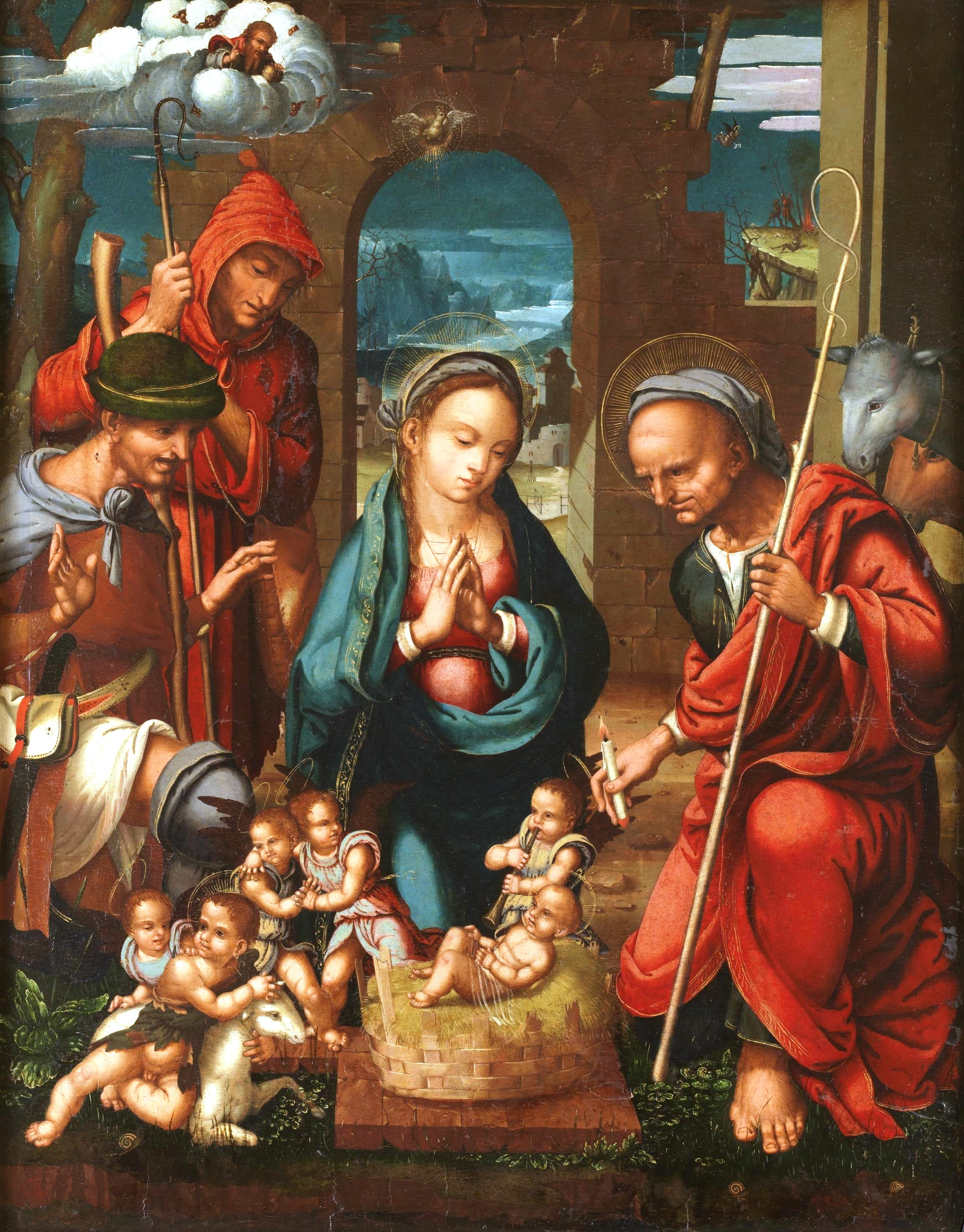
Adoración de los pastores, de Felipe Pablo de San Leocadio (Museo del Prado)
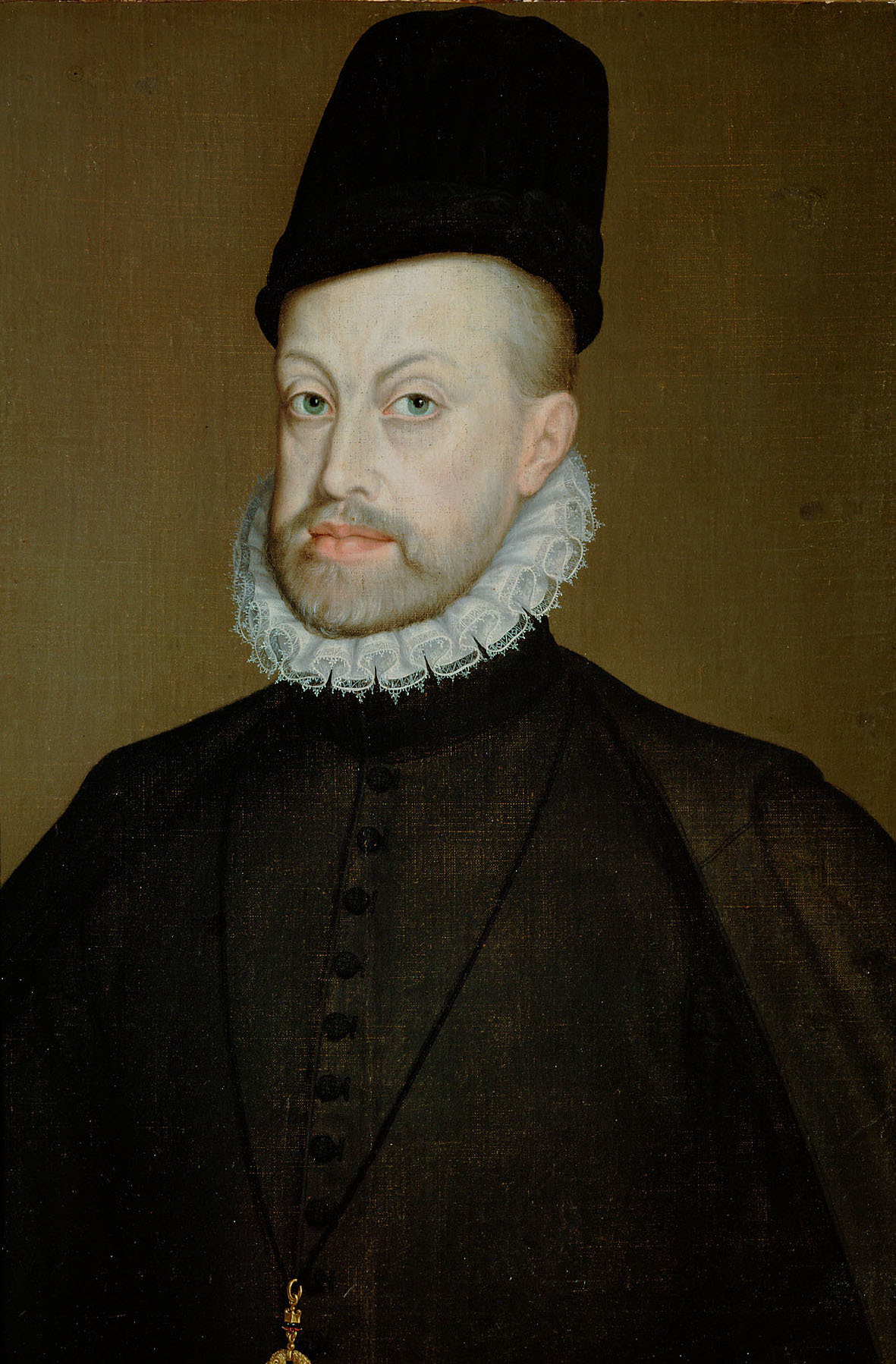
Retrato de Felipe II (c. 1568), de Alonso Sánchez Coello (Kunsthistorisches Museum, Viena)
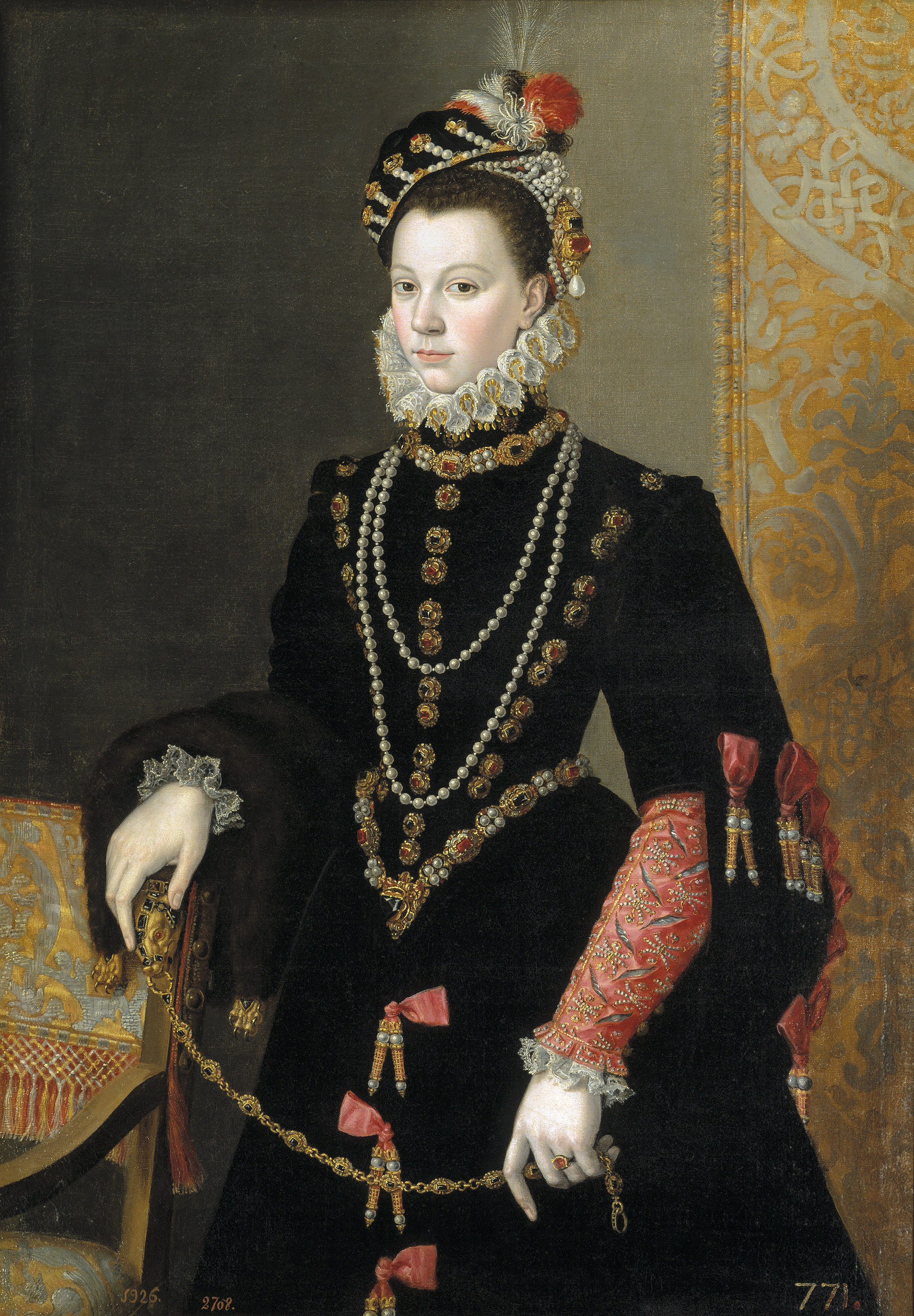
Retrato de Isabel de Valois (c. 1605), de Juan Pantoja de la Cruz  (Museo del Prado)